# 全日本女子プロレス
全日本女子プロレス（ぜんにほんじょしプロレス）は、かつて存在した日本の女子プロレス団体。

## 概要
経営陣との対立から日本女子プロレス協会を退社した松永高司と共に退団した元日本女子の奄美百合子、本堂活子、山口洋子、巴ゆき子、柳みゆき、遠藤恵子、京愛子、岡田京子、ジャンボ宮本、赤木まり子が設立。会長に万年東一が就任。
設立当初は暴力団と関係があるとする中傷がなされて興行を開催する際、施設借用に困難をきたした。
このため、興行は野外にリングを設営して旅回りをすることが多くストリップ劇場で興行を開催することもあった。
この時に全日本女子を支援して、その身元を保証したのがデイリースポーツで以降は1990年代まで全日本女子の主だった興行には「後援・デイリースポーツ」のクレジットがなされてフジテレビによる試合中継にもデイリースポーツ記者が解説者として派遣された。
また、全日本女子の旗揚げ時にデイリースポーツの運動部長を務めていた植田信治は毎日新聞の記者である牧太郎によると、全日本女子プロレスの将来は明るいと計算してデイリースポーツが責任を持つと全国の警察本部を回って植田の口添えで一年余で市民権を獲得。後に全日本女子の王座運営機関である全日本女子プロレスリング協会のコミッショナーに就任している。
興行は大都市の大規模会場、地方の県立体育館や市民会館、スーパーの駐車場など様々な場所で開催されて最盛期には年間200を超えて300を超える年もあるなど全プロレス団体でも最多だった。
1986年のジャパン女子プロレスの旗揚げ以前は長らく日本唯一の女子プロレス団体だったため、興行のポスターは単に「女子プロレス」と表記しており、スタッフも電話口で「はい、女子プロレスです」と応対していた。

## 歴史
1968年
- 「全日本女子プロレス興業」設立[4]。
- 6月4日、品川公会堂で旗揚げ戦を開催。アメリカからAGWAインターナショナルタッグ王者のメリー・ジェーン・ムル&ルシル・デュプレ組を招聘。

1970年
- 10月15日、京愛子がWWWA世界シングル王座を獲得。

1971年
- 6月30日、京愛子&ジャンボ宮本組がWWWA世界タッグ王座を獲得。

1973年
- 5月28日、女子プロレス団体で初の後楽園ホール大会を開催。

1975年
- 会長の万年東一が辞任して社長の松永高司が、その跡を受ける。
- 3月、マッハ文朱が「花を咲かそう」で歌手デビュー。マッハ文朱がジャンボ宮本に勝利して16歳でWWWA世界シングル王座を獲得。
- 10月、第1回「ワールドリーグ戦」を開催。

1976年
- 2月、マッハ文朱が引退。ジャッキー佐藤とマキ上田がタッグチーム「ビューティ・ペア」を結成してWWWA世界タッグ王者となった。
- 11月、ビューティ・ペアが「かけめぐる青春」で歌手デビュー。ビューティ・ペアが女子高生を中心に大人気となりブームが起こる。プロレス版宝塚とも言うべきイメージが作られて客層も一変する。

1977年
- 8月、ナンシー久美が「夢見るナンシー」で歌手デビュー。
- 9月1日、池下ユミがオールパシフィック王座の前身となるハワイアンパシフィック王座を獲得。

1978年
- 4月、ナンシー久美とビクトリア富士美のタッグチーム「ゴールデン・ペア」が「ソーダ水の向こうに」で歌手デビュー。

1979年
- 2月27日、日本武道館大会でジャッキー佐藤とマキ上田が「敗者引退」という過酷なルールでシングル対決。48分7秒、エビ固めでジャッキー佐藤が勝ち、敗れたマキ上田は引退、ビューティ・ペアに終止符が打たれた。
- 3月、トミー青山とルーシー加山のタッグチーム「クイーンエンジェルス」が「ローリングラブ」で歌手デビュー。
- 10月、第1回「日米対抗リーグ戦」を開催。

1980年
- 7月1日、2リーグ制がスタート。A班にジャッキー佐藤、横田利美、ミミ萩原らが所属。B班にはナンシー久美、ルーシー加山、佐藤ちのらがいた。（2リーグ制は翌年の6月には廃止された）。
- 12月15日、横田利美が全日本シングル王座を獲得。

1981年
- 2月25日、横田利美がジャッキー佐藤に勝利してWWWA世界シングル王座を獲得。ミミ萩原は池下ユミに勝利してオールパシフィック王座を獲得。
- 12月、ミミ萩原が「セクシー IN THE NIGHT」、デビル雅美が「燃えつきるまで」で歌手デビュー。

1983年
- 5月7日、ジャガー横田（横田利美改め）がWWWA世界シングル選手権試合&カベジェラ・コントラ・マスカラ（敗者髪切り or マスク剥ぎマッチ）でラ・ギャラクティカに敗れて王座から転落と同時にマスクを脱いで丸坊主となった。
- 8月、長与千種とライオネス飛鳥がタッグチーム「クラッシュ・ギャルズ」を結成。
- 12月、「全日本女子プロレス大賞」を創設。その後、Lady'sゴング（→Lady'sリング→RINGSTARS）に引き継がれて現在は「RINGSTARS女子プロレス大賞」となっている。

1984年
- 8月、クラッシュ・ギャルズが「炎の聖書」で歌手デビュー。

1985年
- 3月15日、第1回「ジャパン・グランプリ」が開幕。
- 7月8日、新社屋が完成。
- 8月、長与千種対ダンプ松本の「敗者髪切りマッチ」が行われて敗れた長与は丸坊主となった。
- 8月25日、第1回「タッグリーグ・ザ・ベスト」が開幕。

1986年
- 3月、山崎五紀と立野記代のタッグチーム「ジャンピング・ボム・エンジェルス」が「CHANCE」で歌手デビュー。
- 4月5日、初の両国国技館大会を開催。
- 11月、長与千種がダンプ松本に2度目の「敗者髪切りデスマッチ」で勝利。ダンプが丸坊主にされ雪辱を果たす。

1987年
- 秩父に合宿所「リングスターフィールド」が完成。
- 10月、ジャパン女子プロレスをフリー宣言していた神取忍が大森ゆかり対長与千種戦後に参戦をアピール。ただし、実現はしていない。
- 10月、第1回「全日本レスリング選手権大会」との合同興行を開催。全日本女子から全日本女子レスリング選手権大会に練習生を派遣。

1988年
- 3月、北斗晶とみなみ鈴香のタッグチーム「マリンウルフ」が「颱風前夜」で歌手デビュー。
- 5月、堀田祐美子と西脇充子のタッグチーム「ファイヤージェッツ」が「闘え!ファイヤージェッツ」で歌手デビュー。
- 8月1日、リングスターフィールドにプールが完成。

1989年
- クラッシュ・ギャルズの引退後は冬の時代が訪れるもブル中野、アジャコングらヒールレスラーが激しい抗争を繰り広げる。
- 5月6日、初の横浜アリーナ大会を開催。
- 8月24日、天田麗文が全日本シングル王座を獲得して全日本タッグ王座、全日本ジュニア王座と合わせた史上唯一の全日本三冠を達成。

1990年
- 3月1日、ユニバーサル・プロレスリングの旗揚げ戦にアジャコング、バイソン木村、前田薫、高橋美華が参戦。
- 11月14日、ブル中野対アジャコングの金網デスマッチが行われてブル中野が金網の最上部からのギロチンドロップを放って勝利。

1991年
- 1月、アジャコング&バイソン木村組対ブル中野&井上京子組との「髪切りタッグマッチ」で行われてアジャ&木村組が敗れて丸坊主となった。
- 10月、CMLLとの業務提携を発表。
- 11月、井上貴子が「奇跡の扉」で歌手デビュー。カップリングで豊田真奈美と三田英津子によるタッグチーム「ミントシャワーズ」の「TIME TO GO」が収録されこちらも歌手デビュー。

1992年
- 7月、FMWのシャーク土屋とクラッシャー前泊が全日本女子の興行に乗り込み挑戦状を叩きつけて団体対抗戦の機運が高まる。
- 8月、山田敏代と豊田真奈美が敗者髪切りマッチが行われて敗れた山田は丸坊主となった。
- 9月、ブル中野と北斗晶がFMW横浜スタジアム大会に参戦して、かつての後輩である工藤めぐみ、コンバット豊田組に勝利。これを機に各プロレス団体に交流を呼びかける。

1993年
- 4月2日、横浜アリーナ大会「全日本女子プロレス創立25周年記念 夢のオールスター戦」を開催。北斗晶対神取忍（この日から北斗は「デンジャラスクイーン」と呼ばれるようになった）の壮絶なファイトやセミファイナル中に夜中12時を超えて終電をなくして帰れなくなったファンが新横浜駅で夜明かしするなど伝説的な興行となった。

1994年
- 11月20日、女子プロレス団体で初の東京ドーム大会「憧夢超女大戦」を開催。またも長時間興行となり、終電に間に合わない人が続出した。これを機に女子プロレスブームも終焉。リレハンメル冬季オリンピックのフィギュアスケートアメリカ代表、トーニャ・ハーディングを獲得すると宣言したことから話題を呼んだが実現はしなかった。日本レスリング協会も同大会に協力して女子レスリング選手の山本美憂、浜口京子らが参戦。

1995年
- 7月、JWP女子プロレスのダイナマイト関西がアジャコングとのWWWA世界シングル王座戦に勝利して初めて他団体に流出。

1996年
- 5月18日、第1回「ジュニア・オールスター戦」を開催。

1997年
- 7月、山田敏代がGAEA JAPANに移籍。
- 8月、アジャコングが日本武道館大会を最後に退団すると発表。
- 8月20日、日本武道館大会の試合中に井上京子、玉田りえ、府川由美がフリーになることを宣言。これを端緒として経営不安が表面化する。
- 9月12日、汐留駅跡地での興行で経営不安に関して首脳陣が記者会見。同月3日に玉田りえ、府川由美が、同月5日に田村欣子、元気美佐恵、タニー・マウスが、同月8日に吉田万里子が退団していたことや、同月21日に下田美馬、三田英津子、椎名由香、チャパリータASARI、サヤ・エンドーが川崎市体育館大会を最後に退団することを発表。この頃までに14人の選手が退団して[5]残留した選手を上回った。アジャコングらのアルシオン、井上京子らのネオ・レディースとに別れた。
- 10月21日、負債総額10億円を抱え資金繰りに行き詰まり、半年以内に2度目の不渡りを出したため[6][5]、銀行取引停止処分を受ける[7][4]。松永高司は「なんとしても女子プロレスの灯は守りたい」と発言し[5]、債権者の了承を得て興業は予定通り継続し再建を図った。[6]同時に東京都目黒区下目黒の社屋の建物とリングスターフィールドの所有権は債権者へ移動したが、社屋は借用して継続使用した他、フジテレビの番組「全日本女子プロレス中継」の放送が終了してフジテレビによる中継が一時消滅。残留した選手は堀田祐美子、豊田真奈美、井上貴子、伊藤薫、渡辺智子、前川久美子、高橋奈苗、中西百重、藤井巳幸、脇澤美穂ら。一時退団していた納見佳容が再入団した他にI.W.A.JAPANから元川恵美がレギュラー参戦して（その後、同団体の所属選手だった西堀幸恵も加わる）「新生全女」をアピールして再出発。

1998年
- 7月、フジテレビにおける中継番組が「格闘女神ATHENA」として再開。
- 11月29日、横浜アリーナで創立30周年記念大会を開催。ビューティ・ペアなどOGが出席。「女子プロレス殿堂」の表彰式が行われた。

2000年
- 2月、JWP女子プロレスとの業務提携を発表。
- 3月4日、つんくのプロデュースにより女性アイドルグループ「キッスの世界（中西百重、高橋奈苗、脇澤美穂、納見佳容）」が歌手デビュー。

2001年
- 12月16日、川崎市体育館大会で脇澤美穂が引退。脇澤に代わって西尾美香がキッスの世界に加わる。

2002年
- 3月30日、「格闘女神ATHENA」が終了して地上波における全日本女子のテレビ中継が消滅。
- 5月2日、東京ドームで開催された新日本プロレス創立30周年記念大会で提供試合が行われた。
- 7月7日、大田区体育館大会で豊田真奈美が退団を表明。
- 7月8日、GAEA大阪大会に現れたことで全日本女子とGAEAの間に確執が生じる。

2003年
- 5月11日、横浜アリーナで創立35周年記念大会を開催。大会後に堀田祐美子、西尾美香が退団。西尾の離脱によりキッスの世界が解散。

2004年
- 事務所を東京都目黒区下目黒から東京都品川区小山へ移転。

2005年
- 3月29日、神奈川県横浜市金沢区の産業振興センター体育館大会を最後に主催興行を終了。松永高司会長の勇退も発表された[8]。
- 4月17日、後楽園ホール大会（主催はファースト・オン・ステージ）で松永高司が現場を退く事がアナウンスされた[8]。大会自体は開催されたものの、主催が全女では無くなり、けっかとしてこの大会が解散興行となった[8]。解散当時の所属選手は渡辺智子、前川久美子、高橋奈苗、サソリ、Hikaru、前村早紀に外国人選手のアメージング・コング。最終興行は2,100人を動員して、怪我で欠場した高橋、Hikaruを除く所属選手に現役OG選手を集めて行い引退したOGも多数来場した。

## 体制

### 事務所
プロレス団体としては珍しく、東京都目黒区下目黒に自社ビルを所有して2階に事務所が置かれていた。練習拠点となる道場及び選手寮も自社ビル内にあった。2004年まで使用していたビルは1985年7月に完成。それ以前は目黒区内の4階建てのビルの1階に事務所が置かれて選手寮は、そのビルの屋上にバラックで建てられたものであった。
自社ビル1階は普段は車庫として使われていたが、天井が高いことを利用して沿道が歩行者天国となる日曜日に車庫内の車をすべて外に出して「ガレージマッチ」と呼ばれる興行を開催したこともある。
自社ビル内には自社で経営していた飲食店「目黒SUN族」（全日本女子解散後に旗揚げされたCHICK FIGHTS SUNとは無関係）が入居しており、練習生や若手選手が試合の無い日に働いていたほか、イベントも行われていた。閉店後はプロレスグッズショップ「Ring Star」（全日本女子のプログラム名と同一）となった。
自社ビルは1997年の経営破綻で債権者へ所有権が移転した後も賃貸料を支払いながら使用してきたが、解散前年の2004年に引き払い、解散時は品川区小山のビルの一角に事務所を構えていた。移転後の自社ビルは解体されて現在はコインパーキングとなっている。

### 松永家
全日本女子は松永家による同族会社だった。三男の松永高司を中心として、次男の松永健司、四男の松永国松、五男の松永俊国の兄弟4人で「松永四兄弟」と呼ばれた。高司と国松の間の長女吉葉礼子が女子プロレスラーとしてデビューしたのを機に女子プロレスの世界に飛び込む。のちに全日本女子を設立して運営していた（長男は経営に加わらず）。また、高司と国松の間の次女の山口洋子も所属選手だった。さらに松永正嗣ら兄弟の子息もスタッフに名を連ねていた。
松永兄弟には格闘技出身者が多い。毎日新聞記者の牧太郎によると健司、高司、国松、俊国とともに柔道が大好きで町道場で二段となり講道館に進んで全員、三段となった。「松永四兄弟」と騒がれていた。今で言う総合格闘技の原型に当たる柔拳興行（ボクシングと柔道の異種格闘技戦が売り物の格闘技興行）の経験者もいる。一方、牧によると、長女吉葉礼子のアイディアで「柔道対ボクシング」の変則マッチを俊国とボクサー役の国松でキャバレーのステージなどで実施していた。試合に出場した健司は講道館を破門されている。一方、牧によると、兄弟4人に講道館から破門状が届いた。そのことからしばしば全日本女子では異種格闘技戦が行われた。
初代会長の万年東一の時代は高司が社長となり、万年の会長退任後は高司が会長を継いで、社長は他の兄弟3人が持ち回りに近い形で就任していた（会社解散時は国松が社長だった）。山口洋子は1989年10月に50歳で、俊国は2002年9月22日に57歳で、国松は2005年8月17日に63歳で、吉葉礼子は2008年9月18日に70歳で、高司は2009年7月11日に73歳で、それぞれ亡くなっている。最後の生き残りだった健司も2020年2月6日に84歳で逝去。
同族経営が故、全日本女子プロレスリング協会のコミッショナーだった植田信治は松永家と対立して全日本女子を離れた。他にプロデュース責任者だった小川宏も退社後に松永家の同族経営を糾弾している。

### 来るものは拒まず
全日本女子の社是は「来るものは拒まず」であった。社是に現れているように、全日本女子のスタッフになった人には事務所に直接足を運んだり試合会場に足を運んで会長の松永高司に直談判して、かつ即決で採用に至ったスタッフが多かった。他に全日本女子プロレス中継の実況を担当していた志生野温夫やプロレスライターの須山浩継も、1人で事務所を数時間留守番していたこともあったという。

### デビューへの道
一般のプロレス団体は「募集を掛けてプロテストを行い、合格者がトレーニングを経てそのままデビューへ進む」形式が多いが、全日本女子でデビューするには「オーディション」と「プロテスト」の2段階を踏む必要があった。
まずオーディションで候補者が篩いに掛けられて合格しても、その時点ではデビューが保障されるわけではなく、その後は候補生として入門した上で道場でトレーニングを積み、一定期間後に行われるプロテストを通過することで初めてデビューへの道が開かれる。そのためオーディションを通過してもプロテストで受からず退団したり、複数回受けて合格に至った者もいた。
オーディションはタッグチーム「ビューティ・ペア」のブーム真っ只中の1977年に候補者が多数集まったため、この年に第1回を行い、以来年1回実施していた。第1回合格者にはジャガー横田らがいる。タッグチーム「クラッシュ・ギャルズ」の全盛期にあった1985年は応募総数が4,000人、オーディション参加者が2,000人にも上り、非常に狭き門だった。オーディションは主に事務所やテレビ放映局だったフジテレビにて実施されていた。
一方で中高生を対象とした練習生制度も確立させた。これは地方巡業で空いた道場を練習生に開放して様々なトレーニングを積ませるもので、所定の選考は通過する必要があるものの「基礎を身に付けることで選考で有利になる」ため、多くの練習生がここでデビューを掴むようになった。
今日では多くの女子プロレス団体のみならず、男子プロレスでも元全日本女子所属選手の北斗晶が代表を務めている健介オフィスなどで、このシステムを採用していた。

### ガチンコと「押さえ込み」
全日本女子はプロレス団体としては珍しく興行内の試合の大半をガチンコ（団体内部では「ピストル」と呼んでいた）で行っていた。
例えば新人がデビューした直後、基本的に新人同士でガチンコの試合を行わせて、その勝敗に対して団体内の関係者が賭けを行うことが常態化していた。その際、レスリングに近い「押さえ込み」というルールが（内部的に）適用されて最初の数分間はプロレス技を出し合った後「地味に押さえ込んでカウント3を取ったら勝ち」になっていた。時にはチャンピオンベルトのかかったタイトルマッチですら「押さえ込み」で行われたこともある。
そのため、他団体で見られるようなストーリーラインによるシリーズ展開（アングルやブック）ではなく、実力主義で王座が移動したり、エースが交代するといったことが珍しくなかった。

### 外国人選手
会長の松永高司が日本女子プロレス協会より、NWAの名義人だったため、全日本女子は当初、NWAのラインを利用して外国人選手を招聘。男子における日本プロレスや黎明期の全日本プロレスのように日本人選手対外国人選手を主軸としたマッチメイクを行っていた。
その後、WWWAの管理権を得るとWWWA会長のミルドレッド・バークを窓口として彼女の弟子を招聘する。国際プロレスの女子部が崩壊後、弟子の1人であるファビュラス・ムーラが参戦してからはバークからムーラへと移りつつあった。
ムーラがWWFに参戦した後に全日本女子とWWFの間での相互参戦としてWWF所属選手が全日本女子に来日している。また、WWFと業務提携を結んでいたUWAからルチャドーラも参戦していた。

### 地方興行
全日本女子は日本各地津々浦々を巡業するスタイルで体育館以外の特設会場や野外興行も多く、年間250試合前後と言われていた。2リーグ制を取っていた時期には両リーグ併せて305試合にも達した。これは男子プロレスと比べてもかなり多い数である。所属選手の知名度のみならず緻密なスケジューリング地元とのパイプがなければ難しく、当時の女子プロレス団体で、これを行えるのは全日本女子くらいしかいなかった。ハードな巡業は所属選手に雑草魂を植え付けるといわれていた。
全日本女子の解散後は全日本女子から分化したNEO女子プロレスが引き継いだが2010年12月31日に解散。実質後継たるワールド女子プロレス・ディアナが継承するも地方興行は大幅縮小された。一方で全日本女子の地方興行に関わったプロモーターの中にも自主興行を行う所が存在する。

### 野外興行
野外興行は全日本女子の名物の1つだった。当初は前述のように公共施設の使用を断る自治体が多くサーキットの編成の障害にもなっており、全日本女子は野外興行を増やすという方針を取ることにした。野外会場を取り囲むシート、パイプ椅子、売店用のテントも自前であったため屋内会場よりも経費が掛かったという。そのため、おいそれと中止にはできず、雨が降っても雨天強行で開催していた。
野外会場近くの商店などに割引優待券を置かせてもらったところ野外会場に気軽に脚を運んでくれる客が増えた。野外会場でも会長の松永高司が直接焼く焼きそばが人気を博していた。さらに前半戦が終わるとミゼットレスラーが自由席の客に対して「500円を払えば自由席から指定席への変更ができる」と声をかけていたこともあった。
1997年の全日本女子の経営破綻後の野外興行は減少したが2004年まで継続された。

### 三禁
「男、酒、たばこ」を嗜んではいけないという掟。「女子選手が酒とたばこをたしなむ様子は風俗嬢そのものである」と考えた松永兄弟が禁止させたという。所属選手に未成年も多いことも関係している。「男が出来ると股を開くのを嫌がり、怪我をすることを嫌がってファイトに精彩がなくなる」と公式に回答していた頃もある。影かほるの証言によると「会長は表現が面白いのよ。男ができると関節が弱くなるって。股からヌルヌル出しちゃうから腰やヒザのゼラチン質がなくなる。だから怪我するんだって。マジメに聞かないでね（笑）。でも三禁を守っていたのは半分くらい。遊ぶ子はすごく遊んでた」とのこと）。ただし、酒に関してはトップ選手に限り、ある程度までは黙認されていたらしい（当時、全日本プロレスの阿修羅・原は長与千種の同郷の先輩という縁があり、試合会場が近いときなどは女子選手を労うべく、頻繁に飲み会を開いていたことを語っている。井上京子は、新人時代に先輩女子選手達の飲み会の席へ呼ばれ同席した事を、全日本女子を退団した後にインタビューで答えている）。北斗晶が新日本プロレスの佐々木健介と結婚するに際して、この三禁の掟が焦点となったが会社に認められて北斗の結婚後の現役続行がOKになったというエピソードがある。
この「三禁」は1992年に旗揚げのLLPWにおいては「プロの大人なのだから」と撤廃された。一方で長与が1995年に旗揚げしたGAEA JAPANでは「三禁」採用して、そのGAEAからデビューした里村明衣子が代表取締役を務めるセンダイガールズプロレスリングでも入門3年間は「三禁」としている。また2012年に設立された東京女子プロレスでも採用されることになった。現存する大半の女子プロレス団体では「競技に支障がない範囲」で解かれているが、長らく定着していた慣習と言うこともあり愛川ゆず季のように会社の意向とは無関係に自らに三禁を課した女子選手は存在する。

### 25歳定年
かつては「25歳（ないしは在籍10年）に達した選手は引退する」という暗黙の了解があった。理由としては世代交代を潤滑に行うためと、もし引退しても25歳くらいなら結婚や他の仕事を探す等、新しい生活が出来るだろうというフロントの考えからである。他方で給料が上がり、会社に意見を言うようになった選手を追い出す制度であるという否定的な意見もある。年を取り人気の落ちた所属選手には会社から「ポスターの扱いが小さくなる」などと有形無形のプレッシャーが掛けられ引退への道を進むこととなった。
1993年にはエース格として全日本女子を牽引するブル中野が25歳に達したことから、その去就が注目されたが団体対抗戦の渦中だった状況もあり、会社は現役続行を容認していた。この結果「25歳定年」は事実上はなくなった。なお全日本女子を25歳までに退いた選手のうち数名は、フリーで現役続行したり新団体を旗揚げなどしたケースも見られてデビル雅美も25歳定年制により全日本女子を退団した後にフリーとしてジャパン女子プロレスに参戦していた。同じく後にフリーとして復帰した長与千種も「結婚する」と嘘をついて引退したほどであった。

### 上下関係
「後輩女子選手は先輩女子選手の得意技を、その先輩女子選手が引退するまで使ってはいけない」という暗黙の了解があった。ブル中野は「その掟を知らなかったため(デビュー戦まで松永高司がつきっきりで指導しており、他の先輩と話す機会がほとんどなかったため)、デビュー戦で先輩女子選手の技を多く繰り出してしまい、試合終了後に先輩全員から制裁を喰らったことがある」と当時を回想して語っている。そのため、所属選手は知恵を絞ってオリジナル技を開発して、それが各所属選手の個性になっていった。例外として1995年に行われた豊田真奈美（昭和62年組）対北斗晶（昭和60年組）戦で豊田真奈美が北斗晶の得意技であるノーザンライトボムを2発喰らわせ勝利したケースがある。また、引退する先輩女子選手が自分の後継者を指名するという意味合いもあって後輩女子選手に自分の得意技を譲るということがあった。
毎年のように入団する新人選手がいた昭和60年代以降は入団年によって昭和（平成）xx年組と分けて呼称されていたが入門希望者の減少等が要因になりそういった呼称はあまり見られなくなった。

### ミゼットプロレス
全日本女子では多くの興行で前座としてミゼットプロレス（全日本女子では小人プロレスとも呼ばれていた）を組み込んでおりミゼットレスラーも所属選手として抱えていた。

### 格闘技戦
1990年代中頃まで行われていた試合形式。格闘技戦と銘打っているがバーリトゥードではなく女子選手同士がグローブを着用し殴ったり蹴ったりするキックボクシング形式の試合である。後にキックボクシングやシュートボクシングの選手を招いて所属選手と対戦させている。松永兄弟がボクシングの経験者で、この形式を思いついたらしい。1976年には「世界三大格闘技戦」と銘打った興行が田園コロシアムで開催されて池下ユミ対ピンポン・ロカムヘンの異種格闘技戦やユカリ・レンチ対キム・メイビーのボクシング戦などが行われていた。
一方で日本初の女子総合格闘家である高橋洋子は全日本女子でプロレスラーとして活動した後に全日本女子のリングで総合格闘技ルールを戦って総合格闘技の転向に成功。また、全日本女子で格闘技戦を経験した伊藤薫も総合格闘技の試合に参戦しており、全日本女子の解散後に設立した伊藤薫プロレス教室は総合格闘技の道場も兼ねていた。2003年にはデビュー前の水嶋なつみと高橋裕美を総合格闘技戦に参戦させた。

### 新団体設立のサポート
プロレス団体が相次いで設立された1990年代前半には全日本女子が、これらの新団体の設立を支援していた。例えば旗揚げ前のパンクラスには東京都目黒区の道場を練習の場として提供していた。ユニバーサル・プロレスリングやW★INGプロモーションにはリングの貸し出しだけでなく所属選手を派遣して対戦カード編成を補助している。このことが、それまで女子プロレスを見たことの無かった男性ファンを全日本女子に呼び寄せてブームを巻き起こすきっかけになっている。

### 女子レスリング界との協力関係
女子レスリングについても全日本女子は日本レスリング協会と協力体制を採っていた。男子プロレス界ではアマチュアレスリングが選手の供給源となっている一方、女子はプロレスの方が先に定着していたため、女子プロレスの協力を仰いで選手発掘を行うことになった。1980年代の旗揚げの際に女子レスリング普及に努めていた日本レスリング協会の福田富昭は全日本女子の承認を得た上でオーディションの不合格者をレスリングにスカウトして吉村祥子ら多くの有力選手を育て上げた。一方で全日本女子もジャガー横田がコーチに就任して練習生をレスリングの練習に参加させたり合同練習やエキシビションマッチを組んで女子レスリング国内外公式戦に練習生や新人選手を派遣させるなどしていた。
さらに第1回全日本女子レスリング選手権は全日本女子とレスリング協会の合同興行として開かれた。これにより女子レスリングの知名度向上に一役買う一方、全日本女子から参戦した多くの所属選手もレスリング技術を身に付け、プロレスラーとしての成長を遂げた。中でも豊田真奈美や井上京子らは国内大会優勝を経験している。また、斉藤和枝や中見川志保のようにアマチュアで活躍した女子レスリング選手がプロ入り後も参戦を続けるケースや三田寺由香のように全日本女子の練習生として参加後はプロにならずアマチュアの実力者となるケースもあった。
1990年代に入ってもジャガー横田が全日本女子レスリング選手権50kg級に出場。1回戦はピンフォール勝ち、2回戦は同大会3位の石田由美（関東学園高）にテクニカルフォール負け。同大会の表彰式で、横田にはこれまで全女の若手選手を出場させてきた功績が称えられ、特別賞が贈られた。東京ドーム大会に女子レスリングの世界チャンピオンだった山本美憂や当時新人だった浜口京子も参戦しており以降もレスリングルールのエキシビションを行った。一方で府川唯未らレスリング出身者も全日本女子に入門。1999年にも日本レスリング協会主催の「レスリングフェスティバル99」が開催されて第1部で全日本レスリング選手権（全日本女子からは中西百重が参加）、第2部で女子プロレスが行われた。なお、全日本女子の解散後はプロアマ協調路線をエスオベーションが引き継いでいた。

### テレビ放映
全日本女子が全国的人気を獲得できたのはフジテレビによる試合中継番組の影響力も大きい。1975年からの放映開始以来、「全日本女子プロレス中継」「格闘女神ATHENA」と引き継がれて2002年まで長きにわたって放映されてきた。さらに試合中継を放映するにとどまらず所属選手のテレビ番組出演やオリジナル楽曲発表などフジテレビの全面的バックアップで所属選手は全国的人気を獲得。これらの施策により、「女子プロレスブーム」が幾度となく起こり全日本女子への入門希望者が激増するということも起こった。フジテレビによる中継終了後も解散までお台場のフジテレビ社屋で興行が開催されるなど全日本女子とフジテレビの関係は維持されていた（後にリング横幕からはフジテレビの名前は外されて最末期のリング横幕スポンサーはAVメーカーであるソフト・オン・デマンドであった）。
フジテレビでの定期中継番組開始前は東京12チャンネル「女子プロレス中継 世界選手権シリーズ」、NETテレビ「23時ショー」、日本テレビ「11PM」の中で不定期に中継していた時期もあった。
フジテレビにおける中継終了後はFIGHTING TV サムライが中継を引き継いだ。FIGHTING TV サムライでは「全女CLASSICS」と題した過去の名勝負を放送している。

### 芸能活動
所属選手は歌手や女優など芸能活動も積極的に行ったことで、これも人気獲得に一役買った。それまで、プロレスの試合中継と取材以外でメディアに登場することは男女とも団体の看板選手を除けば皆無に等しかったが、マッハ文朱が元々歌手志願だったことから全日本女子の事務所内に「芸能部」を設置して、マッハ文朱を筆頭に多くの所属選手を歌手デビューさせてレコードを発売すると共にテレビの歌番組にも出演させるプロモーションを展開。それまで女子プロレスに興味を示さなかった一般層の獲得に成功している。
また、所属選手のテレビドラマや映画などへの出演も多く、特に中継局であったフジテレビの番組「オレたちひょうきん族」のコーナー「ひょうきんプロレスアワー」と「めちゃ×2イケてるッ!」のコーナー「格闘女神MECHA」や、放映局を問わず女子プロレスを題材としたドラマについては全日本女子が団体として全面協力していた（格闘女神MECHAは格闘女神ATHENA終了と同時に他団体協力へ変更）。1981年公開のアメリカ映画「カリフォルニア・ドールズ」にも当時の所属選手からミミ萩原とジャンボ堀が出演した。

## 経営難となった要因
松永家における浪費、飲食業経営、土地転がし、株の投資に手を出したことが経営を著しく悪化させた最大の要因である。不動産事業に関しては外部から不動産業務のプロを招き入れて埼玉県秩父市に「女子プロレスワールドリングスターフィールド」と言う800坪のキャンプ場をオープンさせたが、バス1台ですら通行困難な山奥の土地で、全女のイベントと他団体のプロレスラー・格闘家が特訓場所として利用していた以外には一般客の利用は数えるほどしかなく結果、開発は失敗して頓挫しており、利益が出ていたかどうかは疑わしい。1番の原因は博打的な株の投資で大損害を負ったからとも言われている。
興行面での利益確保は、タッグチーム「クラッシュ・ギャルズ」の全盛期は数十億円程度の収入があったといわれているが、地方興行は立見券（1,000円）や自由席券（末期は前売りで3,000円）での入場者がかなり目立ち、指定席券は空席が多く見られた。当日券は指定席券が1,000円割引、自由席券が半額となる優待券やネット割引クーポン（ネット割引クーポンは事務所の車庫で開催するガレージマッチ、後楽園ホール、一部試合会場では使用不可）で集客に努めていた。試合会場で売っていた焼きそばやグッズは良く売れていたが、それらの利益は選手には全く還元されず、松永家の事業に費やされていった。アジャコングや北斗晶が在籍していた頃でさえ、地方興行のほとんどが赤字遠征であった。
2003年9月11日に開催した山口県小野田市（現：山陽小野田市）の小野田市民館体育ホール大会では、プロモーターによるチケット代金持ち逃げが原因で、前払いから後払いに急遽変更した試合会場使用料の未払い額である約32万5000円を滞納したため（使用料約35万2000円の内、3万円は支払い済み）、施設を管理する小野田市は全日本女子を相手取り、船木簡易裁判所に告訴した（後に全日本女子と小野田市の間で和解）。
1996年秋ごろから、松永家のプロレス興業以外における巨額の借金の返済に追われて、所属選手とスタッフに対して給料の未払いや遅配が発生していた。所属選手はサーキットや練習に追われていたためアルバイトも出来ず、最終的にはサーキット中に無償で食事などを提供してくれるプロモーターを頼らざるを得なかった。下田美馬は「貯金は底を突き、給料袋には千円札一枚の時もあった」事を明かしている。ある中堅選手も年間300万円の給料の未払いがあったと後に告白しており、水嶋なつみも給料未払いを理由に全日本女子を退団している。1997年の日本武道館大会直後には所属選手全員が我慢の限界に達して事務所前で給料の支払いを求めてストライキを敢行している。
経営改善策として1997年初めに興行から所属選手を交代で間引く「公休制」を試験導入したが、ファンやプロモーターからの反発が大きくすぐに頓挫している。スタッフには全日本女子の運転資金にするため、各自消費者金融から50万円借りて来るよう促されたといい（返済は当然、スタッフ個人が行っていた）、リングアナウンサーの今井良晴のようにアルバイトを掛け持ちしたスタッフもいたという。経営破綻と同時に所有権が移動した自社ビルに関しても経営破綻前から売却を検討していたという。事務所移転前後には全盛期のような20戦前後かつ全国を回るサーキットは殆ど組めず、関東地方中心でかつ10戦前後のサーキットとなっていた。2004年12月時点では負債が約30億円あったという。
結局は飲食産業部の売上げでプロレス興行の赤字分を補填し続けていたが、倒産する5年以上前から自転車操業状態だった。

## 解散後
最終興行でも正式な「解散宣言」はなく、その後は渉外担当の松永正嗣（松永俊国の子息）が中心となって新たな興行主を探して全日本女子の継続を模索していたが多額の負債がネックとなり断念している。譲渡先には最終興行をプロモートしたファースト・オン・ステージも挙がっていた。なお、最終興行になった後楽園ホール大会後もかなくぼ総合体育館大会が4月27日に予定されていた。
2005年8月17日、社長の松永国松が東京都品川区内のビルから飛び降りて亡くなった。松永高司は全日本女子の解散後に東京都千代田区神田で飲食店を経営して柴田恵陽との共著で2008年に著書「女子プロレス終わらない夢 全日本女子プロレス元会長松永高司」を出版。2009年7月11日に帰らぬ人となった。
全日本女子の解散後も多額の負債を返済できず全日本女子の借金の保証人となっていた悪徳レフェリーの阿部四郎は松永家に対する売掛金の回収難も相まって2008年に自宅を差し押さえられている。
全日本女子の解散時の所属選手7人はフリーとして選手活動を継続。そのうち高橋奈苗、Hikaru、前村早紀が自主興行「ドリームキャッチャー」を開催。2005年9月に業務停止になったメジャー女子プロレスAtoZ所属選手と共にKOプロダクションと契約するも2006年1月に契約を解消。その後、2004年まで全日本女子に所属して我闘姑娘に移籍していた夏樹☆ヘッドも合流して10月1日からファースト・オン・ステージでプロレスリングSUNを設立したが高橋は後に退団してHikaruと前村もSUNの解散と同時に引退。フリーとして活動を継続していた前川久美子は2006年、藤井巳幸は2009年に引退。ミゼットレスラーはJWP女子プロレス、NEO女子プロレス、AtoZなどを転戦して現在は単発興行に参戦している。
全日本女子が管理していた王座は解散と同時に封印されたがWWWA世界シングル王座のみ前川久美子が高橋奈苗とのタイトルマッチを希望していたため管理権を引き継ぐ形で引き続き保持していた（前川久美子は最終興行でWWWA世界シングル王座の防衛戦を行って引退する予定だったが高橋奈苗が怪我で離脱していたため、先延ばしになった）。そして、全日本女子の解散から約1年が経過しようとした2006年3月26日に後楽園ホール大会での自身にとって最初で最後の自主興行（主催は当時、アパッチプロレス軍の親会社だったキャッシュボックス）で最後のタイトルマッチが行われて勝利した高橋奈苗が最後のWWWA世界シングル王者となり元会長の松永高司にWWWA世界シングル王座を返還して封印された。この引退興行は全日本女子最終興行同様に全日本女子OG達を集めてスタッフも元全日本女子で構成されるなど事実上、全日本女子の最終興行とも言える興行になった。
2006年7月には旧全日本女子専属プロモーターの1つだった田島企画によるニュー全日本女子プロレスが設立されて不定期で興行を開催している。当初、松永高司は「ニュー全日本女子は全日本女子と一切関係がない」の見解を示していたが後に田島企画は松永家から許可をもらい「全日本女子プロレス」の名称を復活させた。ただし、所属選手を持たないプロモーション企業であり参戦選手もJWP所属選手を中心に旧全日本女子所属歴が全く無い選手が多い。
また、2006年にお台場で開催された「レッスルエキスポ2006」の女子プロレスでは「女子プロレスがお台場に帰ってきた」と題して開催された。
全日本女子解散まで後援に当たっていたデイリースポーツは、その後、全日本女子に代わり現存する最古の女子プロレス団体になったJWPの主要大会の後援として女子プロレスに関わり続けている。また、2011年には全日本女子で開催された「タッグリーグ・ザ・ベスト」がJWPで「JWPタッグリーグ・ザ・ベスト」として復活している。
2024年9月19日よりNetflixにてダンプ松本をモデルにしたドラマ『極悪女王』が配信され、ダンプだけでなく、当時の選手たちや全日本女子プロレスが再び注目されている。

## DVD
全日本女子の解散後の全日本女子の映像版権は力道山OB会に譲渡されてネット配信などに利用されているが2009年から2010年まで「全日本女子プロレス・メモリアルDVDシリーズ」と題してエースデュースより順次発売された。
2009年6月24日に第1弾として1993年4月2日の横浜アリーナ大会が収録されたDVDが発売されて2009年内発売分は1990年代のいわゆる「対抗戦ブーム」に行われたビッグイベントが、それぞれBOXとして収録されている。2010年には、それぞれ単品として発売された。
一方でJWP女子プロレスとの団体対抗戦を収録したDVDはクエストのJWP激闘史シリーズより「JWP激闘史〜団体対抗戦 vs 全女編〜」として発売された。
2011年にはベースボール・マガジン社から「週刊プロレスDVD増刊 超戦士伝説1」と題した1990年代初頭（メモリアルDVDシリーズより以前）に発売された。

## タイトル

### WWWA
全日本女子が管理、WWWAが認定していた王座。「WWWA」は「World Women's Wrestling Association（世界女子レスリング協会）」の略。
- WWWA世界シングル王座
- WWWA世界タッグ王座
- WWWA世界スーパーライト級王座
- WWWA世界マーシャルアーツ王座
- オールパシフィック王座
- WWWA世界ミゼット王座

ミゼットプロレスの王座。
- WWWA世界ミゼットタッグ王座

ミゼットプロレスの王座。

### 全日本女子プロレスリング協会
全日本女子が管理、認定していた王座。創設当初の挑戦資格は全日本女子所属選手に限られていたが多団体化により、全日本女子所属選手以外の日本で活動している選手にも開放されていた。
- 全日本シングル王座
- 全日本タッグ王座
- 全日本ジュニア王座

### IWA
全日本女子が管理していた王座。以前はスタンピード・レスリングが管理、認定していた。「IWA」は「International Wrestling Alliance」の略。
- IWA世界女子王座

### AGWA
全日本女子が管理、AGWAが認定していた王座。「AGWA」は「American Girls Wrestling Association（全米女子レスリング協会）」の略。
- AGWAインターナショナル王座
- AGWAインターナショナルタッグ王座
- AGWA US王座

### リーグ戦、トーナメント戦
全日本女子が開催していたリーグ戦、トーナメント戦。
- ワールドリーグ戦
- ジャパン・グランプリ
- タッグリーグ・ザ・ベスト
- 新人王決定トーナメント

## 所属選手

### 昭和29年（1954年）
- 奄美百合子

1968年に全日本女子旗揚げ時に日本女子プロレス協会から移籍。引退後は松永兄弟の長男と結婚。2003年逝去。
- 本堂活子

1968年に全日本女子旗揚げ時に日本女子から移籍。

### 昭和30年（1955年）
- 吉葉礼子

松永兄弟の長女。1960年に日本女子で引退したが1968年に全日本女子の旗揚げ時に入団して短期間ながら復帰した後に引退。引退後は全日本女子でマネージャーを務めていた。2008年逝去。
- 山口洋子

松永兄弟の次女。1968年に全日本女子の旗揚げ時に日本女子から移籍。1992年逝去。
- 巴ゆき子（巴幸子）

1968年に全日本女子の旗揚げ時に日本女子から移籍。1970年に引退。引退後は全日本女子でレフェリー兼コーチを務めていた。1979年に小山にある武蔵小山駅近くでスナック「ラセーヌ」を経営している。
- 柳みゆき（柳下勝江）

1968年に全日本女子の旗揚げ時に日本女子から移籍。覆面レスラー「マスクド・キラー」に変身してユニット「マスクド・シスターズ」を結成。1977年に引退。引退後は全日本女子で柳下勝江の名義でレフェリーを務めていた。2002年逝去。

### 昭和31年（1956年）
- 遠藤恵子

1968年に全日本女子の旗揚げ時に日本女子から移籍。引退後は松永高司と結婚。

### 昭和40年（1965年）
- 京愛子

1968年に全日本女子の旗揚げ時に日本女子から移籍。1972年に引退。
- 岡田京子

1968年に全日本女子の旗揚げ時に日本女子から移籍。

### 昭和41年（1966年）
- ジャンボ宮本（宮本芳子）（加藤節子）

1968年に全日本女子の旗揚げ時に日本女子から移籍。1976年に引退。
- 赤木まり子（初代）（望月しのぶ）

1968年に全日本女子の旗揚げ時に日本女子から移籍。覆面レスラー「マスクド・マリー」に変身してユニット「マスクド・シスターズ」を結成。晩年は加瀬谷東子の2代目襲名によりリングネームを望月しのぶに改名。引退後は社長の松永国松と結婚。

### 昭和43年（1968年）
- 浜名マリ

　フーテンからレスラーに。通称"ラリマリ"

### 昭和44年（1969年）
- 星野美代子

1973年に引退。娘は元FMWの中山香里。
- 小川春子
- 大西弘子（ミスZ）

覆面レスラー「マスクド・リー」に変身してユニット「マスクド・シスターズ」に加入。1974年にリングネームを覆面レスラー「ミスZ」に改名。1976年に引退。
- 嵐和子
- ミス・ジャイアント

### 昭和45年（1970年）
- 赤城マリ子（2代目赤木まり子）

1979年に引退。引退後は品川でスナック「Pub Snack マリ子の店」を経営していたが2009年に閉店。
- マキシ村田
- ペギー黒田

### 昭和46年（1971年）
- 佐々木順子

赤城マリ子やジャンボ宮本とのコンビで何度もWWWA世界タッグ王座を獲得していた。1976年に引退。1979年に阿蘇しのぶと共にニューワールド女子プロレスの旗揚げに参加。

### 昭和48年（1973年）
- 阿蘇しのぶ

池下ユミとタッグチーム「ブラック・ペア（初代）」を結成して活動していた。1978年に引退。1979年に旗揚げが予定されていたワールド女子プロレスに入団して復帰する予定だったが旗揚げ前に消滅。同年、旗揚げしたニューワールド女子プロレスに入団して復帰。1979年に引退。1987年にジャパン女子プロレスで覆面レスラー「ザ・スナイパー」として入団して復帰。1987年に引退。
- 宮下淑子

### 昭和49年（1974年）
- マッハ文朱（渡辺文枝）

1975年に弱冠16歳でWWWA世界シングル王座を獲得。アイドルレスラーの草分け的存在。1976年に引退。
- オスカル一条

将来を嘱望されていたが、1975年に道場での練習中に倒れ急逝。

### 昭和50年（1975年）
- マキ上田（上田真基子）

ジャッキー佐藤とタッグチーム「ビューティ・ペア」を結成して活動していた。1979年に引退。1988年に「スナック マキ」経営していたが後に閉店。現在は浅草で釜飯『田毎』を経営。
- ジャッキー佐藤（佐藤尚子）

マキ上田とタッグチーム「ビューティ・ペア」を結成して活動していた。1981年に引退。1986年にジャパン女子プロレスに入団して復帰。1988年に引退。引退後は体操教室「ジャムナ」を経営していた。1999年逝去。
- 池下ユミ（池下由美）

阿蘇しのぶとタッグチーム「ブラック・ペア（初代）」、漆原幸恵（ルーシー加山）とタッグチーム「ブラック・ペア（2代目）」、マミ熊野とタッグチーム「ブラック・ペア（3代目）」を結成して活動していた。1981年に結婚したことにより引退。
- 日野ミエ子
- ユカリ・レンチ

アメリカ出身のハーフ。14歳でデビュー。

### 昭和51年（1976年）
- ナンシー久美（金子久美子）

ビクトリア富士美とタッグチーム「ゴールデン・ベア」を結成して活動していた。1983年に引退。1986年にジャパン女子プロレスに入団して復帰。1987年に引退。1993年に清心館に入門して清心館空手総本部付指導員として活動している。
- ビクトリア富士美（鋤崎富士美）

ナンシー久美とタッグチーム「ゴールデン・ペア」を結成して活動していた。1980年に引退。
- シルバーサタン（鋤崎真澄）

デビューした後に覆面レスラー「シルバー・サタン」として活動していた。正体はビクトリア富士美の姉。
- 安藤ますみ
- リトル・フランキー

ミゼットレスラー。2002年逝去。

### 昭和52年（1977年）

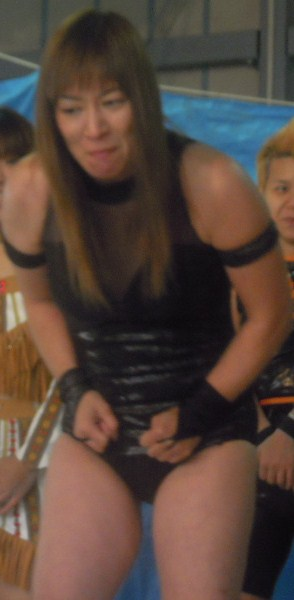
ジャガー横田

- ジャガー横田（横田利美）

塙せい子とタッグチーム「ヤング・ペア」を結成して活動していた。1986年に引退。引退後は全日本女子でコーチを務めていた。1995年に吉本女子プロレスJd'に選手兼コーチとして入団して復帰。1998年に引退。2011年にワールド女子プロレス・ディアナに入団して復帰。
- マミ熊野（熊野磨美）

池下ユミとタッグチーム「ブラック・ペア（3代目）」、天神マサミ（デビル雅美）とタッグチーム「ブラック・ペア（4代目）」を結成して活動していた。1981年に引退。
- トミー青山（冨高千賀子）

アスリートレスラーの草分け的存在。ルーシー加山とタッグチーム「クイーン・エンジェルス」を結成して活動していた。1980年に引退。2011年逝去。
- ルーシー加山（漆原幸恵）

池下ユミとタッグチーム「ブラック・ペア（2代目）」、トミー青山とタッグチーム「クイーン・エンジェルス」を結成して活動していた。1981年に引退。
- 塙せい子

横田利美（ジャガー横田）とタッグチーム「ヤング・ペア」を結成して活動していた。1979年に引退。
- 小宮山忠子
- 玉岡光恵
- 高橋真由美

小宮山は、この年の「上半期新人王」に輝き将来が期待されたが1978年に玉岡、高橋と共に相次いでフェードアウト。

### 昭和53年（1978年）
- ミミ萩原（萩原妙美）

デビュー前はアイドル歌手として活動していた。1977年2月に入団。翌78年2月デビュー。怪我の為デビューに1年要したが同期はジャガー横田らと同じ代である。可愛らしいルックスだったので元祖アイドルレスラーとも言える。チノ・サトー（佐藤ちの）とタッグチーム「ラブリー・ペア」を結成して活動していた。1984年に引退。引退後は芸能界に復帰したが後に宗教団体を立ち上げ、教祖となった。現在は広島で歌手として活動している。
- デビル雅美（吉田雅美、高橋雅美、天神マサミ）

マミ熊野とタッグチーム「ブラック・ペア（4代目）」を結成して活動していた。1987年に退団。2008年に引退。現在は北九州でミュージシャンとして活動している。
- ジャンボ堀（堀あゆみ）

大森ゆかりとタッグチーム「ダイナマイト・ギャルズ」を結成して活動していた。1985年に引退。2005年にLLPWでフリーとして復帰。
- 佐藤ちの（チノ・サトー）

ミミ萩原とタッグチーム「ラブリー・ペア」を結成して活動していた。1981年に引退。引退後は全日本女子プロレス中継の解説を務めていた。1984年に女優として日活ロマンポルノに出演していた。
- 小峯広子

この年の新人王を獲得するも、その後は目立った活躍のないまま1980年に怪我のため引退。
- 平田二三代

### 昭和54年（1979年）
- 岩井和子

7月31日に田園コロシアムでデビュー戦を行う。先輩の堀からフォール勝ちを挙げるなど将来を嘱望されたが、わずか2ヶ月で退団。
- 高橋三奈

デビュー前から岩井と共にテレビ中継の放送席に登場するなどスター候補生であったが半年ほどで退団。
- 川上法子

ヒールユニット「ブラック軍団」の一員として活躍したが1981年に退団。

### 昭和55年（1980年）

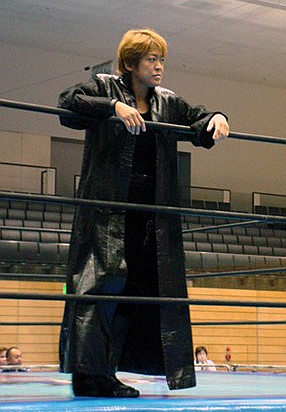
ライオネス飛鳥

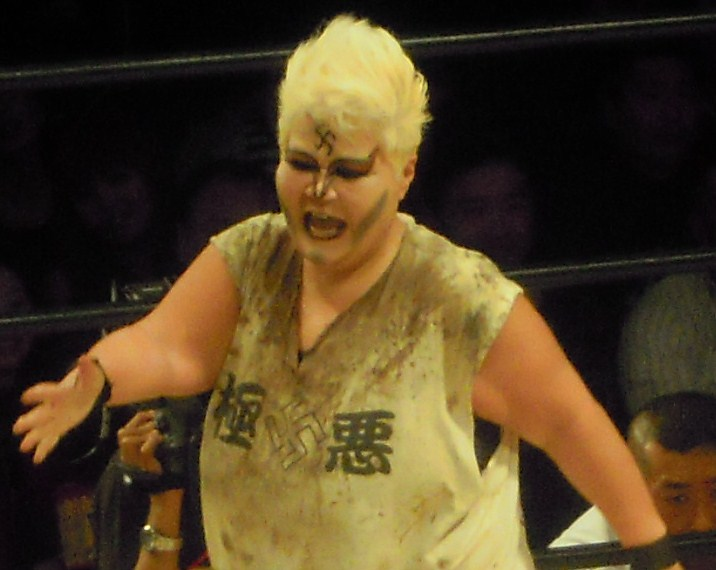
ダンプ松本

- 長与千種

ライオネス飛鳥とタッグチーム「クラッシュ・ギャルズ」を結成して活動していた。1989年に引退。1993年に女子プロオールスター戦でフリーとして復帰。1995年にGAEA JAPANを設立、2005年に同団体の解散と共に引退。2014年にMarvelousを設立。
- ライオネス飛鳥（北村智子）

長与千種とタッグチーム「クラッシュ・ギャルズ」を結成して活動していた。1989年に引退。1994年に全日本女子で開催した「憧夢超女大戦」で復帰。2005年に引退。
- ダンプ松本（松本香）

ヒールユニット「極悪同盟」のリーダーとしてタッグチーム「クラッシュ・ギャルズ」と抗争を展開して1988年に引退。2003年に全日本女子で復帰。
- 大森ゆかり

ジャンボ堀とタッグチーム「ダイナマイト・ギャルズ」を結成して活動していた。1988年に引退。
- クレーン・ユウ（本庄ゆかり、マスクド・ユウ）

1989年に引退。引退後は本庄ゆかりの名義でレフェリーを務めていた。2015年にCOMBOでフリーとして復帰。
- ワイルド香月（伊藤浩江、タランチェラ）

ヒールユニット「デビル軍団」のナンバー2として活躍。1984年にミミ萩原と一緒に引退。
- 高階由利子

小学6年生の時にオーディションに合格するも中学卒業を待ってデビュー。ユニット「レッドフェニックス」の一員として活躍したが1983年1月4日にナンシー久美と一緒に引退。引退後は声優事務所のマネージャーに転身。
- 坂本和恵
- 奥村ひとみ

横田とのコンビでNWAインターナショナル女子タッグ王座を獲得するなど短期間ながら活躍。
- 師玉美代子
- 新国純子

2021年逝去。
- 長谷部エミ
- 萩原真理子

### 昭和56年（1981年）
- 立野記代

山崎五紀とタッグチーム「ジャンピング・ボム・エンジェルス」を結成して活動していた。1991年に引退。1992年にLLPWに入団して復帰。2010年に引退。
- 山崎五紀

ロープ際の魔術師とも言われて長い黒髪をなびかせた空中殺法を披露していた。立野記代とタッグチーム「ジャンピング・ボム・エンジェルス」を結成して活動していた。1991年に結婚したことにより引退。現在はアメリカのニューヨークで日本食レストランを夫と共に経営している。
- 浅見美樹

### 昭和57年（1982年）
- 小松原浩美

前年のオーディションに合格した後に高校卒業を待ってデビュー。ヒールユニット「デビル軍団」の一員として活躍。1983年5月には立野の全日本ジュニア王座にも挑戦したがその月末に引退。
- 小菅奈津子

### 昭和58年（1983年）

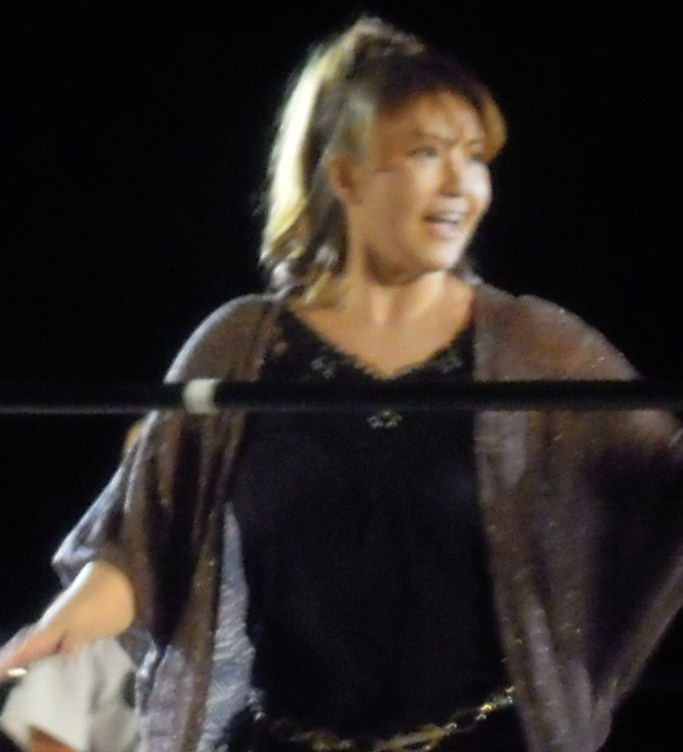
ブル中野

- ブル中野（中野恵子）

タッグチーム「クラッシュ・ギャルズ」引退後の全日本女子を支えて「女帝」と称された。公式の引退声明は出ていなかったがアメリカのオーランドに渡米して女子プロゴルファーを目指していた。50キロも体重を落とすことに成功して1998年にダイエット本を出版。帰国後に結婚してバー「中野のぶるちゃん」を経営している。2012年に引退。2024年WWE殿堂入り。
- 小倉由美（ハイパー・キャット）

永堀一恵とタッグチーム「レッドタイフーンズ」、小松美加とタッグチーム「カルガリータイフーンズ」を結成して活動していた。1989年12月に引退。1990年3月に覆面レスラー「ハイパー・キャット」として復帰。12月に引退。
- 小松美加

2年目の1984年度新人王。永友香奈子とのタッグチーム｢オペロン同盟｣で活躍。永友引退後には先輩のデビル雅美とカナダに遠征。1985年年は同期の小倉由美と2度目のカナダに遠征。帰国後は小倉由美とタッグチーム「カルガリータイフーンズ」を結成してWWWA世界タッグ王座を奪取するなど活動していた。1989年に引退。
- 永友香奈子

小松とのタッグチーム「オペロン同盟」で活躍。1987年に引退。引退後は吉本女子プロレスJd'のマネージャーを務めていた。
- 柳下まさみ

昭和57年度オーディションに合格。身体が小さいことから一年遅れて58年組としてデビュー。1983年に引退。引退後はレフェリーに転向。現在はフリーのレフェリー「Tommy」として活動している。
- 田島優子

喫煙発覚により解雇。
- ミスター・ブッタマン

ミゼットレスラー。
- 角掛留造（角掛仁）

ミゼットレスラー。2002年に引退。2023年逝去。

### 昭和59年（1984年）
- コンドル斉藤（斉藤真知子）

1988年に引退。2010年にイラストデザイン会社「プリンテックランド」を設立して代表取締役に就任。現在はイラストレーターとして活動している。
- 永堀一恵

小倉由美とタッグチーム「レッドタイフーンズ」を結成して活動していた。1988年に引退。2018年にはダンプ松本の自主興行『極悪祭』で久々に公の前に登場して30年ぶりに試合を行った。
- 加藤悦子

デビュー当時はクラッシュギャルズのマスコットガールだった。1985年に引退後、2002年に総合格闘技イベント「AX」で数試合に出場した。2018年には同期の永堀と一緒にダンプ松本の自主興行『極悪祭』で久々に公の前へ登場して試合を行った。アジャコングの名付け親でもある。
- 田村久美子
- 川田ルリ子
- 沢田友見子
- 永堀みつ子

永堀一恵の親戚。

### 昭和60年（1985年）

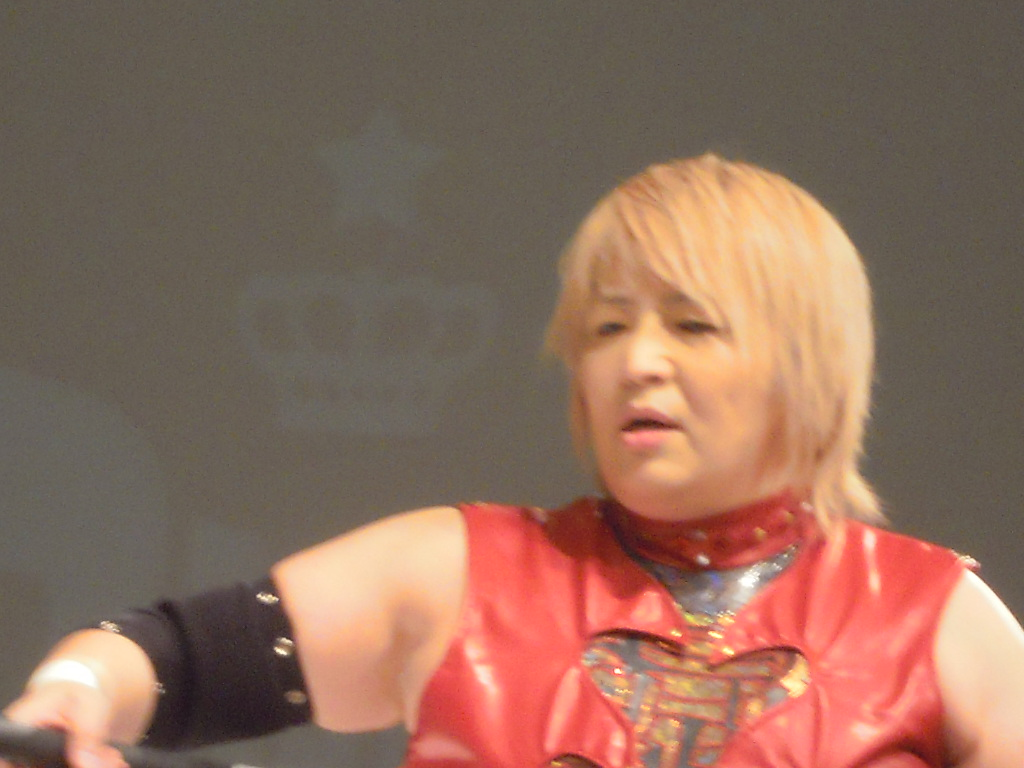
堀田祐美子

- 北斗晶（宇野久子）

みなみ鈴香とタッグチーム「マリンウルフ」を結成。試合中に首の骨を折り長期欠場するも復活して「デンジャラスクイーン」と呼ばれるようになるLLPWとの団体対抗戦ではLLPWの神取忍と血みどろの抗争を繰り広げた。新日本プロレスが北朝鮮で開催した「平和のための平壌国際体育・文化祝典」に女子プロレス代表として参戦したことが出会いとなって佐々木健介と結婚して後に子供を出産してママレスラーとして活動していた。2002年に引退。引退後はマイクアピールの巧さを活かして夫の活動のサポートを行う傍ら、その恐妻ぶりから「鬼嫁」と呼ばれて夫婦タレントとしても活動している。2005年に個人事務所「健介オフィス」を設立して代表取締役に就任。2012年にプロレス団体「ダイヤモンド・リング」を設立。
- みなみ鈴香（鈴木美香）

北斗晶とタッグチーム「マリンウルフ」を結成して活動していた。1995年に引退。
- 堀田祐美子

西脇充子とタッグチーム「ファイヤージェッツ」を結成して活動していた。2003年に退団して同年に設立されたメジャー女子プロレスAtoZに移籍。2011年にREINA女子プロレスに入団。2012年にワールド女子プロレス・ディアナに入団。
- 西脇充子

堀田祐美子とタッグチーム「ファイヤージェッツ」を結成して活動していた。1990年に引退。引退後は魁皇（現：浅香山親方）と結婚。
- グリズリー岩本（岩本久美子、初代ダイナマイト・ベア）

バイソン木村とタッグチーム「アウトサイダース」を結成して活動していた。1990年に引退。2004年キャットファイトで復帰。
- 石黒泰子

1987年に引退。
- 浅生恭子

1987年に引退。
- ドリル仲前（仲前芽久美）

1989年に引退。引退後は倉敷のゴルフ場でキャディをしている。
- 影かほる（田口かほる）

吉葉礼子の長女。ダンプ松本の影武者として登場。1988年に引退。引退後は全日本女子でリングアナウンサーを務めていた。現在は井上貴子のマネージャーを務める傍らフードバー「めしくぃ亭」を経営している。
- 中島小百合

1987年に引退。
- 岡林理恵

1986年に廃業。
- 神崎文枝

1986年に廃業。
- 坂本あけみ

1985年度新人王獲得も翌年に廃業。

### 昭和61年（1986年）

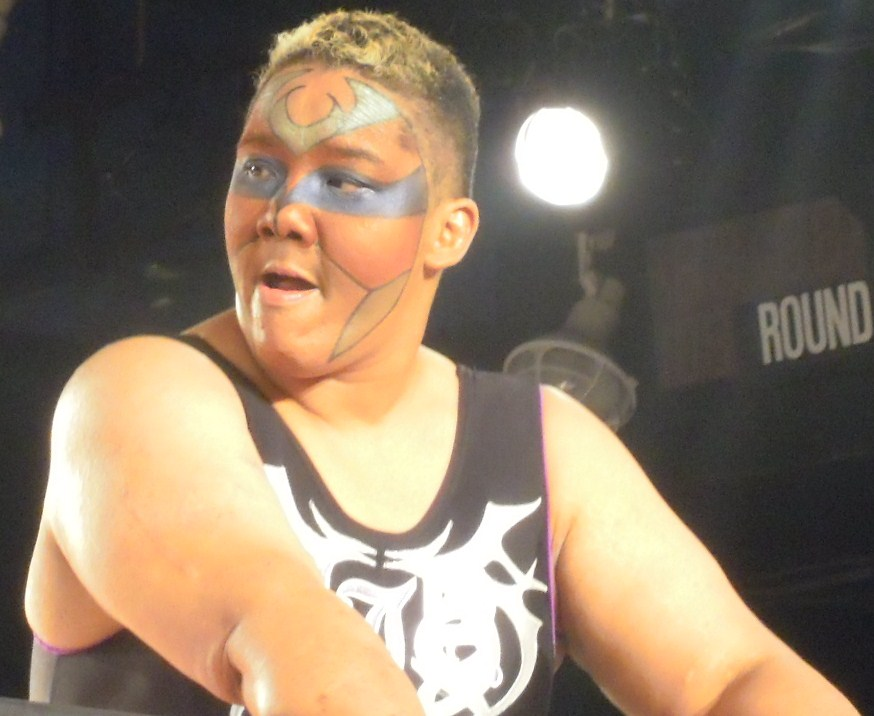
アジャコング

- アジャコング（宍戸江利花）

アメージング・コングとタッグチーム「Wコング」を結成して活動していた。1997年に退団。1998年にフリーとしてアルシオンのファイティングプロデューサーに就任。2006年にOZアカデミー女子プロレスに入団。
- バイソン木村（木村伸子）

ソバージュヘアーを振り乱してのケサ斬りチョップでファンの人気も高かった。グリズリー岩本とタッグチーム「アウトサイダース」を結成して活動していた。1992年11月に引退。1994年に全日本女子で開催した「憧夢超女大戦」で復帰。1996年に吉本女子プロレスJd'に入団。1997年に引退。
- 神谷美織

1993年3月引退。1996年に覆面レスラー「Cooga」としてJd'に入団。1999年に引退。引退後は元十両力士の若隼人と結婚。
- 前田薫

高橋美華とタッグチーム「ハニーウイングス」を結成して活動していた。1991年にユニバーサル・プロレスリングに移籍してリングネームを覆面レスラー「インフェルナルKAORU」に改名。1993年フリーとして全女に復帰。1994年にGAEA JAPANに入団してリングネームをKAORUに改名。2015年にMarvelousに入団。2022年8月8日引退。
- 工藤めぐみ

1988年に引退。1990年にFMWの試合に豊田記代、天野麗文と共に乱入という形で復帰。大仁田厚と並んでFMWを支える存在となり「邪道姫」の尊称と共にデスマッチも行っている。1997年に引退。1998年にBADBOY非道と結婚。
- 豊田記代（2代目ダイナマイト・ベア）

1988年に引退。1990年にFMWの試合に工藤めぐみ、天野麗文と共に乱入という形で復帰してリングネームをコンバット豊田に改名。1996年に引退。
- 高橋美華（高橋美香）

前田薫とタッグチーム「ハニーウイングス」を結成して活動していた。1991年10月に引退。
- 天田麗文

1989年に引退。1990年にFMWの試合に工藤めぐみ、豊田記代と共に乱入という形で復帰。1990年に引退。
- 平田八千代
- ダーレン大橋

欧米系のハーフ。引退後は松永俊国が経営する店でマネージャーを務めている。

### 昭和62年（1987年）

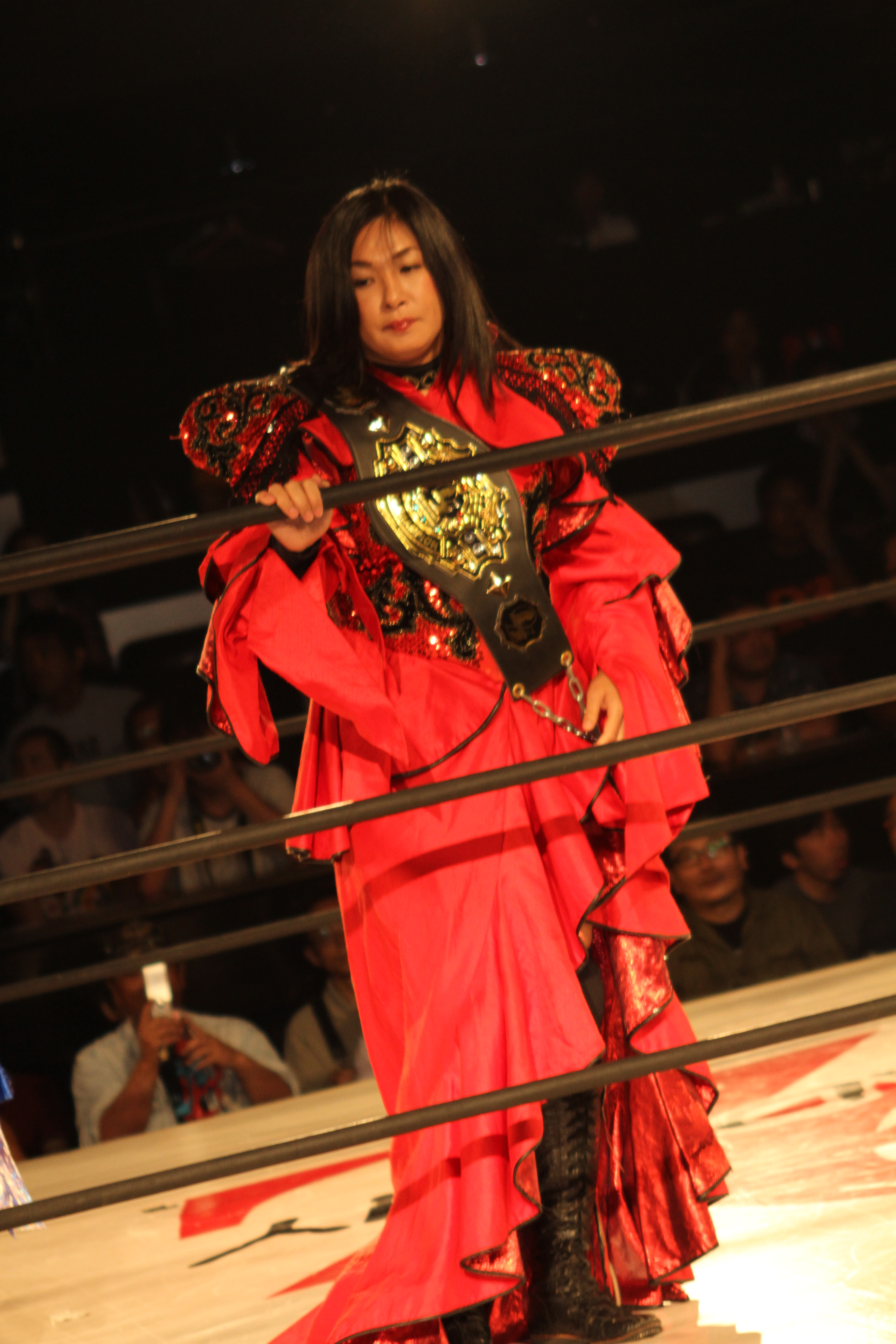
豊田真奈美

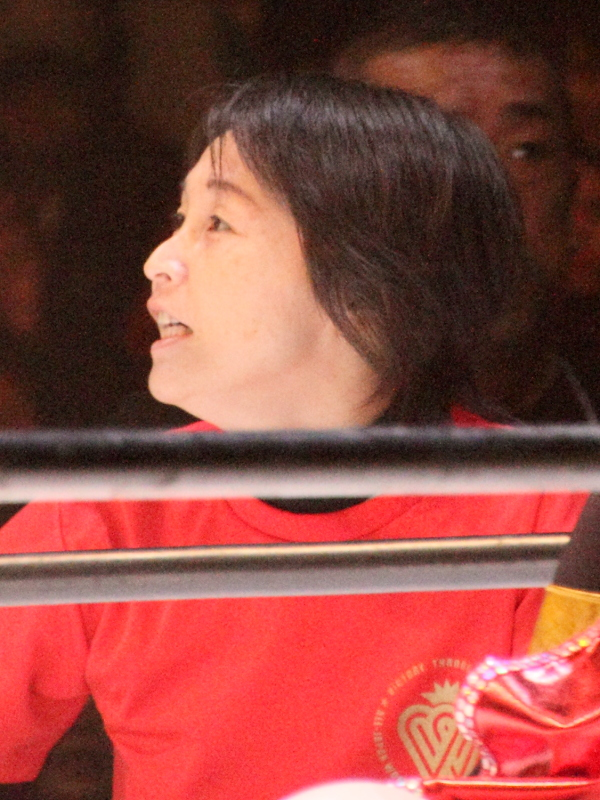
山田敏代

- 豊田真奈美

柔軟な体と跳躍力を誇り「ゾンビ」とまで呼ばれるしぶとさを持つ。その華麗さとしなやかさから最も女子プロレスラーらしい試合をするともいわれる。増刊少年サンデーにて豊田真奈美を主人公とする漫画「燃える!!女子プロレス」（著：島本和彦）が連載されていた。1992年に山田敏代とのコンビでWWWA世界タッグ王座、1995年にWWWA世界シングル王座を獲得。2002年に退団後はフリーとして活動していた。2017年に引退。
- 山田敏代

頸椎ヘルニアで長期欠場となり医者からは引退を宣告されるが諦めずにリハビリに励み復帰したことから「不死鳥」と呼ばれていた。豊田真奈美とのタッグチームでWWWA世界タッグ王座を獲得。1997年にGAEA JAPANに移籍。2004年に引退。
- 三田英津子

山田敏代と「ドリームオルカ」、豊田真奈美と「ミントシャワーズ」を結成するも伸び悩む。1992年に北斗晶に弟子入りしてヒールユニット「ラス・カチョーラス・オリエンタレス」として活動。北斗晶の引退後は下田美馬とのコンビで活躍。1997年に退団後ネオ・レディース入りするもすぐに退団ししばらくフリーで活動。2005年にNEO女子プロレスに入団。2009年に引退。
- 下田美馬

豊田真奈美とのタッグチーム「スイートハーツ」で活動していた。1992年にヒールユニット「ラス・カチョーラス・オリエンタレス」に入る。1997年に全日本女子を退団後は三田英津子と行動を共にしていた。2003年に引退。引退後はメジャー女子プロレスAtoZのエージェントマネージャーに就任。2005年に堀田祐美子に挑発されてフリーとして復帰。2006年にCMLLに入団。2020年から新日本プロレスのバックステージスタッフとなる。
- 長谷川弘美

1989年引退
- 中村幸子

1988年の新人王となるが1989年5月にフェードアウト。1993年1月に数試合だけ復帰するが長続きせず。
- 市川千秋

### 昭和63年（1988年）

井上京子

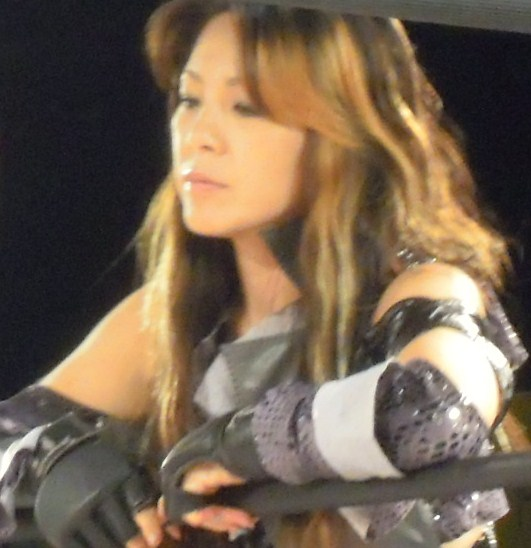
井上貴子

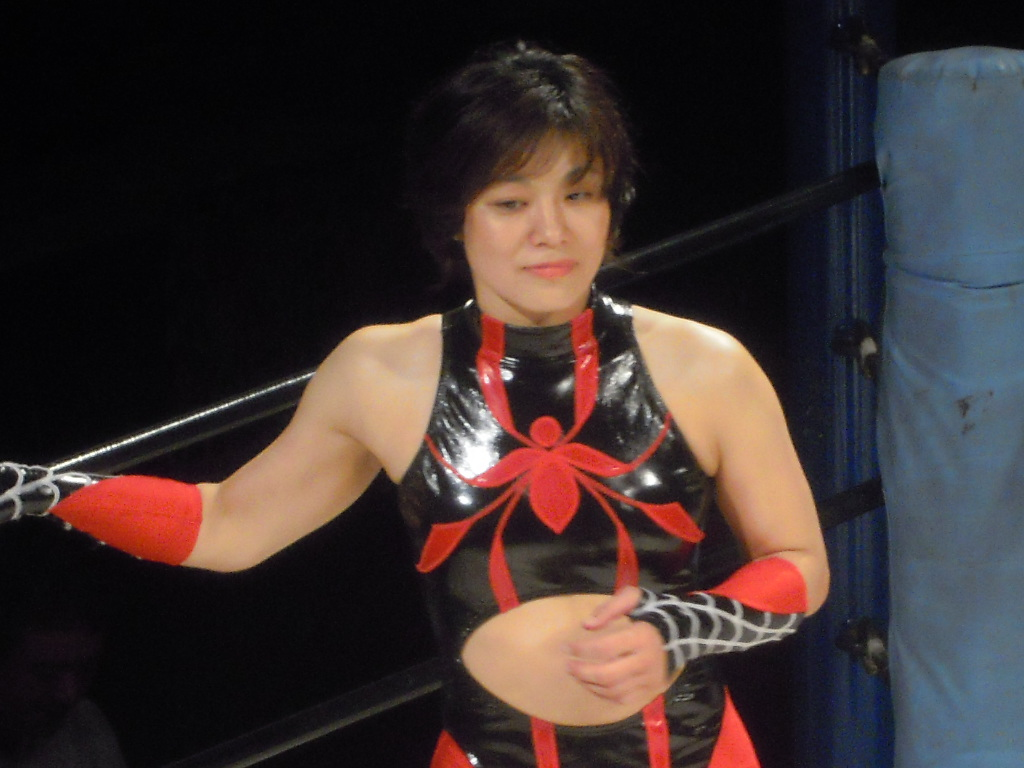
吉田万里子

- 井上京子

井上貴子とタッグチーム「W井上」を結成して活動していた。1997年に退団してネオ・レディースを設立。2011年にワールド女子プロレス・ディアナを設立。
- 井上貴子

デビュー前はレスリングを学びつつモデルもしていたというアイドルレスラー。良くとおる声でマイクアピールも得意。井上京子とタッグチーム「W井上」を結成して活動していた。1999年に退団。2005年にLLPWに入団。
- 吉田万里子

1997年に退団してアルシオンに入団。2005年にエスオベーションと契約。2008年に選手活動を無期限休業して体幹チューニングのインストラクターとして活動していた。2011年にワールド女子プロレス・ディアナでフリーとして復帰。2017年引退。
- 小畑麻代
- 脇恵衣子
- 外山寿美代

1988年に引退。1990年にジャパン女子プロレスに練習生として入団するがデビュー前にジャパン女子プロレスが解散。後にJWP女子プロレスに練習生として入団して1992年にデビュー。1995年にリングネームを、さぶろうに改名。1996年に引退。

### 平成元年（1989年）

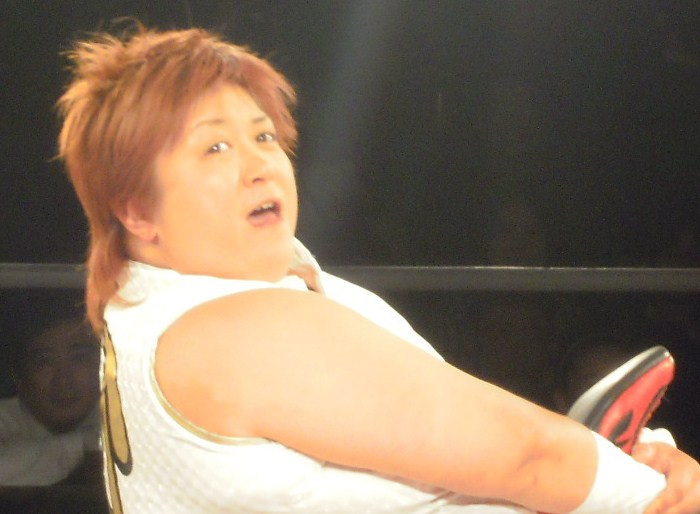
伊藤薫

- 長谷川咲恵

1994年に東京ドームで漫画「ブリザードYuki」とのタイアップ企画で覆面レスラー「ブリザードYuki」としてデビュー。1996年に引退。1998年にアルシオンの広報として入社。1999年にオッキー沖田と結婚するが2008年に離婚。
- 伊藤薫

軽快に技を決める姿とボーイッシュなルックスから「ピーターパン」と呼ばれていた。1998年以降は時々覆面レスラー「ZAP・I」として活動していた。2003年に退団した直後にダリアンガールズのコーチ就任。2005年に女子プロレスラー養成所「伊藤薫プロレス教室」を開校して道場長を務めていた。2011年にワールド女子プロレス・ディアナに入団。
- 渡辺智子

素顔ではコミカルなファイトも見せる正統派女子選手とヒール覆面レスラー「ZAP・T」でキャラクターを使い分けて活動していた。2006年に引退。引退後は伊藤薫プロレス教室の特別講師に就任。2011年にワールド女子プロレス・ディアナで復帰。2015年にMarvelousに入団。
- バット吉永（吉永恵理子）

空手出身でリングネームはローキックで木製バットを蹴り折った所から名付けられた。1991年に引退。1993年に格闘家として復帰。1994年に引退。
- 長嶋美智子

一度引退するも、1992年にLLPWの旗揚げと同時に復帰。1998年に引退。
- 山元真由美

1992年に引退。
- 久保木寿江

1990年に引退。
- 斉藤和枝

1992年に引退。
- 鈴木敦子

### 平成2年（1990年）
- 沼田三絵美（ぬまっち）

1993年にリングネームを土木作業員をモチーフにしたキャラクターレスラー「ぬまっち」に改名。1994年に引退。
- 鳥巣朱美

空手をバックボーンにバット吉永の格闘技戦の対戦者として参戦して敗戦後に全日本女子に入団。1992年に引退。
- 李由紀

全日本女子を退団した後に吉本女子プロレスJd'に入団するが団体内での自分の扱いに不満を持ち退団。1999年に引退。
- 中見川志保

1999年に結婚したことにより引退。2005年にRINGを設立。2008年にリングネームを椿志保に改名してKAIENTAI DOJOでフリーとして復帰。2012年にプロレスリングfiveを設立。2016年に引退。
- パンティップ・ソンティタム

妹のピラスィニーと共にタイから留学生として来日。
- ピラスィニー・ソンティタム

姉のパンティップと共にタイから留学生として来日。

### 平成3年（1991年）
- 前川久美子

1992年に退団するも1993年に復帰。2006年に引退。
- 白鳥智香子（長谷川智香子）

お嬢様キャラで注目を浴びる。1994年5月引退。1995年に吉本女子プロレスJd'の旗揚げに参加するも1998年に退団。その後は大阪プロレスを中心に活動し2001年に引退。2005年にタイガースマスク（現：丸山敦）と結婚。
- 玉田りえ

1992年に退団するも同年復帰。1993年再び退団するも同年復帰。1997年に退団してアルシオンに移籍してリングネームを玉田凛映に改名。2004年に引退。
- 大向美智子

1992年に首の故障で引退。1993年にLLPWに入団して復帰。1998年にアルシオンに移籍。2004年にM's Styleを設立。2007年に結婚したことにより引退。2025年に長女の心希がマリーゴールドからデビュー。
- 小泉恵美
- 寺川真由美
- 熊沢菜緒子

引退した後に小泉恵美と共にFMWで復帰するがすぐに退団。
- 大木紀子
- デビー・マレンコ

1991年にアメリカから留学生として来日。1993年にフェードアウト。

### 平成4年（1992年）
- チャパリータASARI（渡辺真美）

小柄ながら体操経験がありデビュー前からオリジナル技「スカイツイスタープレス」を準備していた変わり種。ちなみにリングネームの「ASARI」の由来は全日本女子に入団して自己紹介した際に本名の「真美」が先輩達に「アサリ」と聞こえて、それがあだ名となったためである。1997年に退団してネオ・レディースに入団。2003年に引退。2006年に俳優の中尾一貴と結婚。
- 椎名由香

1993年退団するも同年に復帰。1997年に退団してネオ・レディースに入団。2006年に引退。
- 能智房代

1993年にJWP女子プロレスに移籍。1996年に引退。
- 碇　美穂　ASARIとともにプロテストにいち早く合格。デビュー前に退団も、翌年再入門しプロデビュー。首の怪我で復帰目指すも、そのまま退団。
- 阿部晃子　ASARIとともにプロテストにいち早く合格。デビュー前に退団も、翌年再入門しプロデビュー。頭部の負傷でプロレス復帰困難になる。ASARIの計らいでパンフレットに名前がしばらく掲載される。最終的に復帰を断念。
- 角　絵美子　アジャに似たルックス、体格だったがデビュー前に退団。翌年、再入門するもデビューに至らず。
- 大倉美雪
- 安藤めぐ
- 木股笑子

### 平成5年（1993年）
- 府川由美

小柄ながらも可愛らしいルックスからアイドルレスラーとして注目された。1997年に退団してアルシオンに入団。リングネームを府川唯未に改名。硬膜下血腫を起こしドクターストップにより2001年に引退。2002年に田中稔と結婚。2023年に娘の田中きずながプロレスラーデビュー。
- 横江実姫

### 平成6年（1994年）
- 田村欣子

全日本女子時代は全日本ジュニア王者になるなど活躍。1997年に退団してネオ・レディースに入団。2010年に引退。
- 元気美佐恵（渡辺美佐恵）

日本テレビの番組「天才・たけしの元気が出るテレビ!!」の女子プロレス予備校出身。この企画の出身者の中で唯一、全日本女子の新人オーディションに合格。1997年に退団してネオ・レディースに入団。2008年に引退。現在は居酒屋「ねばーぎぶあっぷ。」を経営している。
- タニー・マウス（谷山美奈）

谷山美奈としてデビューした後にリングネームをネズミをモチーフにしたコミカルなキャラクターレスラー「タニー・マウス」に改名して活動していた。1997年に退団してネオに入団。2010年に引退。
- 高橋洋子

ヘルニアのため退団。1995年に吉本女子プロレスJd'にレフェリーとして入団。1996年に総合格闘家に転向。
- 遠藤紗矢（サヤ・エンドー）

1997年に退団してネオ・レディースに入団。一時リングネームをサヤ・エンドーに改名していた。2001年に引退。
- 加藤直美

1995年に全日本女子を退団。1996年Jd'にて覆面レスラー「ザ・ブラディー・フェニックス」として復帰。1997年にマスクを脱ぎリングネームをザ・ブラディーに改名。2005年に引退。
- 藤本由美

引退後は植木職人を経て現在は元気美佐恵の経営する居酒屋「ねばーぎぶあっぷ。」に勤務している。
- 金山薫
- 宮本恵美

1992年にオリエンタルプロレスにてデビュー。1993年にオリエンタルプロレスが活動停止して全日本女子に新人選手扱いで入団。

### 平成7年（1995年）
- 納見佳容

ルックスの良さから将来のアイドルレスラーとして期待されてテレビ朝日の番組「リングの魂」の企画でリングネームを水無月えりさに改名する予定だったが1996年に最上眞理と共に脱走して退団。1997年に再入団して復帰。脇澤美穂とのタッグチーム「ミホカヨ」を結成して活動していた。2004年に引退。2007年にダンスユニット「PaniCrew」のメンバーの堀内和整と結婚。
- 最上眞理

1995年新人王。1996年に納見佳容と共に脱走して引退。
- 高松和代　同期3人の中では一番強かったが、デビュー間もない1995年退団。
- 藤村奈々　デビュー前に退団、Jd'に入団しデビューも退団。その後、大日本プロレスへ入団。
- 池田陽子　デビュー前に退団、FMWでプロデビュー。

### 平成8年（1996年）

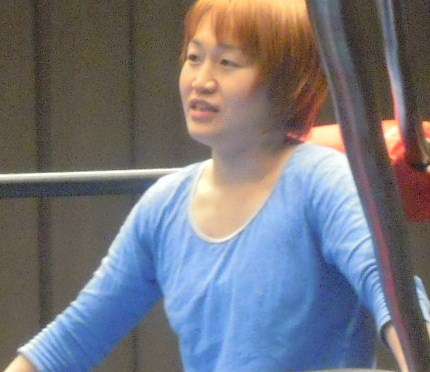
中西百重

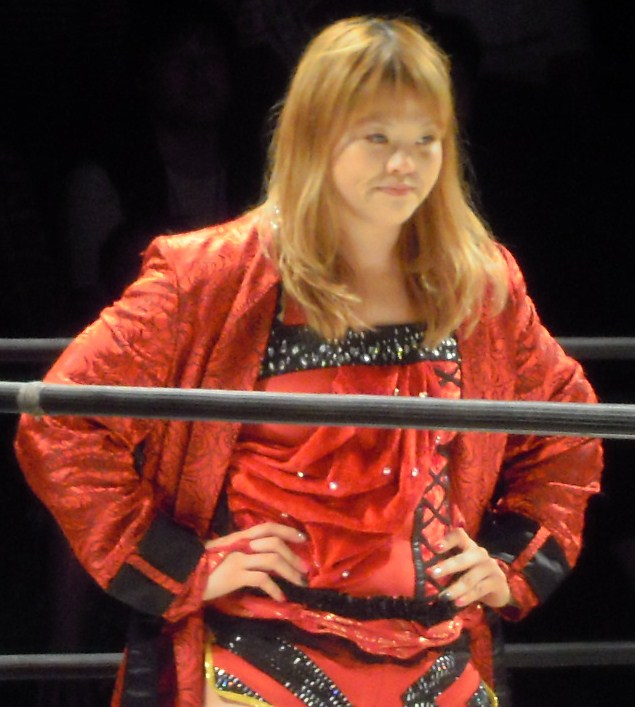
高橋奈苗

- 中西百重

高橋奈苗とタッグチーム「ナナモモ」を結成して活動していた。2003年に退団。2004年に元キックボクサーの大江慎と結婚。2005年に引退。現在はC.A.C.C.スネークピットジャパンの体操クラスコーチを務めている。2020年に復帰し、以降試合数は制限しているが時折試合を行っている。
- 高橋奈苗

本来は、平成7年組であるがプロデビュー後に逃亡。実家で引きこもるも再度入団しプロテストを受け平成8年組として再デビュー。中西百重とタッグチーム「ナナモモ」を結成して活動していた。2006年にプロレスリングSUNを設立。2010年にスターダムの選手兼プレイングマネージャーとして入団。2015年にスターダムを退団した後、リングネームを高橋奈七永に改名してSEAdLINNNGを設立し代表取締役に就任。2021年12月末をもってSEAdLINNNGを退団。以降フリーランスの立場でスターダムを始め様々な団体に出場していたが、2024年にマリーゴールドの旗揚げに参加、2025年引退。
- 脇澤美穂

納見佳容とタッグチーム「ミホカヨ」を結成して活動していた。2001年に引退。2008年に芸人の吉川崇と、お笑いコンビ「吉川☆ミホカヨ」を結成してM-1グランプリに出場。2008年に復帰。2011年にスターダムに入団。2014年に引退。
- 藤井巳幸（サソリ）

2003年にリングネームをサソリに改名。2009年に引退。
- 関口瑠美

退団後はネオ・レディースの練習生として入団するが後に退団。退団後はスマックガールに参戦するがすぐにフェードアウト。
- 高橋麻由美

デビュー前に退団するが後に女子プロレスに対する情熱が忘れなかったため再入団してデビュー。体調不良のため、それ程試合数も多くないまま多くのファンに惜しまれつつひっそりと引退。試合前に貧血で倒れたこともあり「バッタン」という愛称が付いてしまった。
- 川本八千代

### 平成9年（1997年）
- ZAP中原（中原奈々）

プロテストで前代未聞のイス攻撃。ブル中野2世と呼ばれたが挫折
- 豊田紀子

### 平成10年（1998年）
- ZAP磯崎（磯崎ともか）

デビュー当初より覆面レスラーとして活動していた。
- 張替美佳

1998年に退団。現在は総合格闘家「HARI」として活動している。

### 平成11年（1999年）
- Hikaru（塩谷良美）

2005年に退団。2006年にプロレスリングSUNを設立。2008年に引退。2009年にプロレスラーの金本浩二と結婚したが2012年に離婚。
- 関綾子

171cm、105kgの巨漢で注目を集めたが親の実家に連れ戻されすぐ引退。

### 平成12年（2000年）

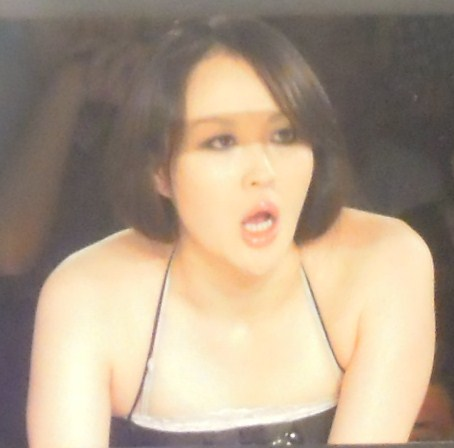
西尾美香

- 西尾美香

2003年に退団してメジャー女子プロレスAtoZに入団。2006年にOZアカデミー女子プロレスに入団。試合中に胸椎と腰椎を負傷しリハビリ中。2012年にマイバッハ谷口と結婚。2016年に引退。
- 寺下ちゑ

引退後は竹書房に勤務してレディースコミックの出版に携わる。

### 平成13年（2001年）
- 北上知恵美（未来）

2002年に退団してKAIENTAI DOJOに練習生として入団するがデビュー前に退団。2003年にメジャー女子プロレスAtoZに入団してリングネームを未来に改名。2005年逝去。
- 前村早紀

2006年にプロレスリングSUNを設立。2009年に引退。
- 佐藤綾子

2002年に退団。退団後は通信制の山形県立霞城学園高等学校に編入してレスリング部に入部。2005年に伊藤薫プロレス教室に練習生として入団して再デビュー。2011年にワールド女子プロレス・ディアナに入団。
- 森居知子

2002年に退団。2006年に伊藤薫プロレス教室に練習生として入団して再デビュー。2011年にJWP女子プロレスに入団した後にリングネームをモーリーに改名。
- 山根富美子

### 平成14年（2002年）
- 小関香奈

デビュー戦でいきなり全日本ジュニア王座に挑戦するがすぐに引退。
- アメージング・コング

ブッカーの松永正嗣がロサンゼルスでスカウトして2002年にデビュー。アジャコングとタッグチーム「Wコング」を結成して活動していた。現在はフリーとして活動している。

### 平成15年（2003年）

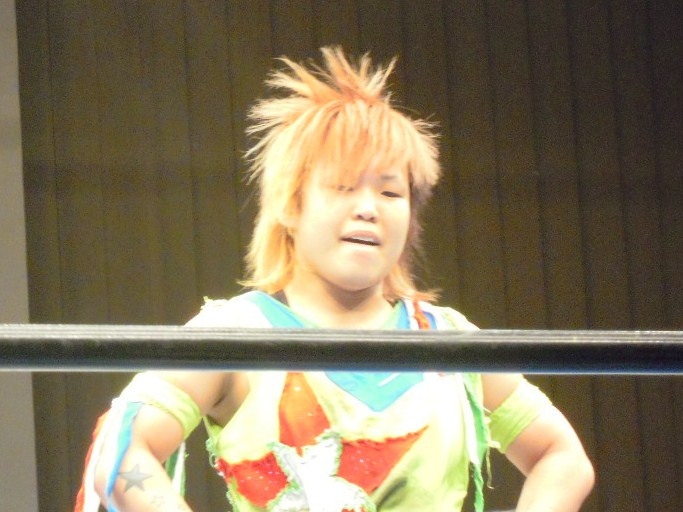
水嶋なつみ

- 水嶋なつみ

2004年に退団。2005年に我闘姑娘に入団してリングネームを夏樹☆ヘッドに改名。2006年にプロレスリングSUNを設立してリングネームを夏樹☆たいように改名。2011年にスターダムに入団。2014年に引退。2015年にSEAdLINNNGを設立して専務取締役に就任。
- 廣瀬桂子

デビュー後すぐに引退。2016年に覆面レスラー「デボラK」のリングネームで復帰。2022年1月にワールド女子プロレス・ディアナ所属となる。
- 高橋裕美

### 平成16年（2004年）
- プリティ太田

ミゼットレスラー。

## レギュラー参戦選手

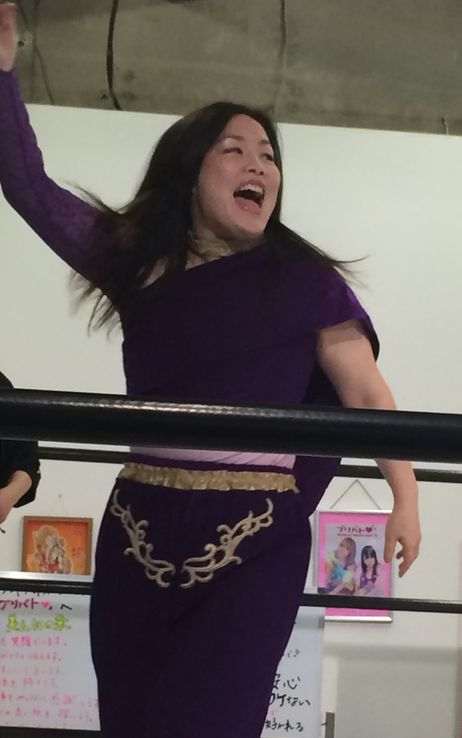
さくらえみ

- 福岡晶

1993年に「脱ピュアハート宣言」の下による武者修行の一環として参戦。
- 元川恵美（現：さくらえみ）

1997年に全日本女子所属選手大量離脱直後、かつて全日本女子のプロモーターだった浅野起州の尽力で助っ人として参戦。
- 西堀幸恵

1997年に全日本女子所属選手大量離脱直後、かつて全日本女子のプロモーターだった浅野起州の尽力で助っ人として参戦。I.W.A.JAPANに所属女子選手が少ない上に他団体との交流もなく試合数、対戦相手が限られていた。しかし、全日本女子参戦してからは試合数増加、対戦相手とパートナーに恵まれてレベルアップに繋がった。

## 来日外国人選手
- アルダ・モレノ（ペケーニャ・アステカ）

1996年に初参戦。モレノ4姉妹の四女。
- イボンヌ・ジェニングス
- イルマ・アギラール
- イルマ・アセベド

1979年に初来日。
- イルマ・ゴンザレス

1975年に初来日。

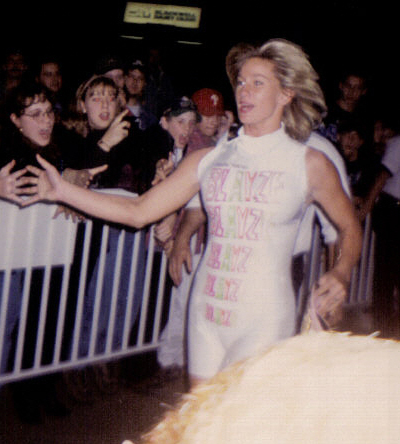
メデューサ

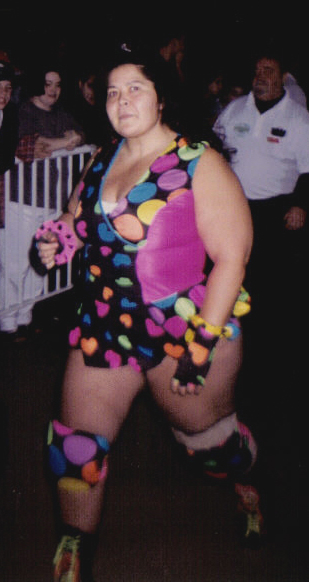
モンスター・リッパー

- ウィノナ・リトルハート（ウィニー・バークレー）

1979年に初来日。
- ウェンディ・リヒター

1980年に初来日。
- エステル・モレノ（チキータ・アステカ）

1990年に初参戦。モレノ4姉妹の次女。
- エベリア・ペレス（エステラ・メリナ）

1975年に初来日。
- エリザベス・チェイサー
- オパール・アンストン
- キャンディス・パーデュー

1985年に初来日。
- ケイ・ノーブル

1969年に初来日。
- ザ・ビースティー
- サブリナ

1982年に初来日。
- サラ・デル・レイ

2005年に初参戦。
- サラ・リー
- サンデー・スター
- サンディ・パーカー

1973年に初来日。
- ジーン・アントン

1972年に初来日。
- ジェーン・オブライエン

1972年に初来日。
- ジェーン・カークランド

1986年に初来日。
- ジェーン・シャーレル
- シェリー・マーテル

1982年に初来日。
- シェリル・デイ
- ジャッキー・ウエスト

1973年に初来日。
- シャロン・リー
- ジュディ・マーチン

1979年に初参戦。
- ジョイス・グレーブル

1979年に初参戦。
- シルビア・ハックニー
- シンティア・モレノ

1991年に初来日。モレノ4姉妹の三女。
- スーザン・スター

1984年に初来日。
- スーザン・セクストン

1975年に初来日。
- スレイマ

1986年に初来日。
- ソニア・オリアーナ
- タニア（ラス・ゲリジェーラス）

1988年に初来日。
- チャベラ・ロメロ

1976年に初来日。
- テキサス・レッド
- デスピナ・マンタガス

1984年に初来日。
- デズリー・ピーターセン

1985年に初来日。
- テリー・パワー

1992年に初参戦。
- デルタ・ダーン

1989年に初来日。
- ドーン・マリー・ジョンストン

1985年に初来日。
- トレーシー・リチャード
- ネグロ・サルバヘ
- ネフタリ
- パーラ・ニエト
- バーバラ・オーエンズ
- パティ・オハラ
- パナマ・フランコ
- パンテラ・スレーニャ（ラ・ギャラクティカ1号）

1977年に初来日。
- バンビ・ボール
- ビッキー・ウィリアムス

1979年に初参戦。
- ビビアン・バション

1976年に初来日。
- ファビュラス・ムーラ

1979年に初参戦。
- フラワー・パワー
- プリンセス・ビクトリア

1982年に初来日。
- プリンセサ・ブランカ

1996年に初参戦。
- プリンセス・ウォー・スター
- ペギー・リー・レザー

1981年に初来日。
- ベティ・ニコライ

1974年に初来日。
- ペニー・ミッチェル

1986年に初来日。
- ベルベット・マッキンタイヤー

1982年に初来日。
- マリー・バグノン

1970年に初来日。
- ムヘル・サルバヘ
- メデューサ（アランドラ・ブレイズ）

1989年に初来日。
- メリー・ジェーン
- メリー・マーロウ
- モニカ・カスティーリョ
- モンスター・リッパー

1979年にデビュー。
- ユーコン・エリカ

1986年10月10日にパワーリフティング女子世界チャンピオンの触れ込みでデビュー。
- ラ・ディアボリカ

1990年に初来日。
- ラ・ブリオーサ
- ラ・ブルーハ
- リーナ・マニャーニ
- リタ・マレス
- ルシル・デュプレ
- レイナ・ガレゴス（ラ・ギャラクティカ2号）

1981年に初来日。
- レイラニ・カイ

1979年に初参戦。
- レジー・ベネット

1994年に初参戦。
- レナ・ブレアー

1979年に初来日。
- ローラ・ゴンザレス

1978年に初来日。
- ローラ・ガルシア
- ロッシー・モレノ

1986年に初来日。モレノ4姉妹の長女。
- ワニタ・デ・ホヨス

## スタッフ

### レフェリー

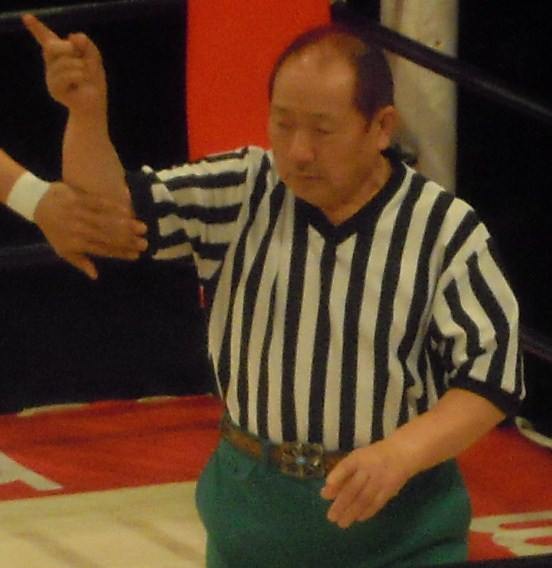
阿部四郎

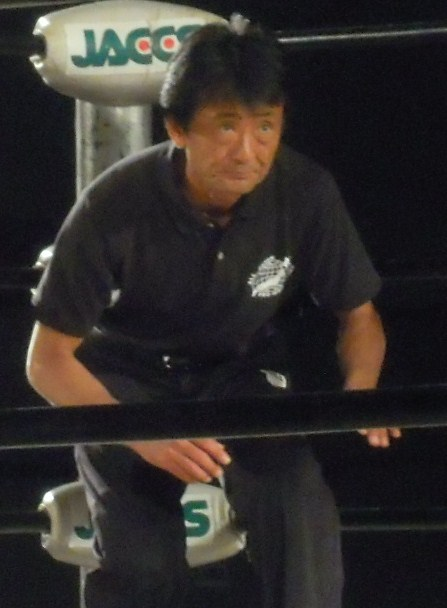
村山大値

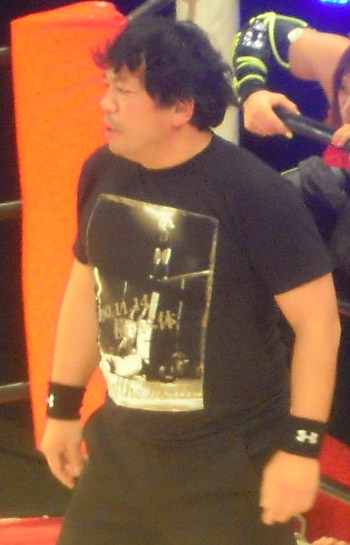
笹崎勝己

- ミスター郭（松永健司）

松永兄弟の次男。後の代表取締役社長、代表取締役副会長。
- ジミー加山（松永国松）

松永兄弟の四男。後の代表取締役社長。
- 松永俊国

松永兄弟の五男。一時は審判部長を務めていた。
- 阿部四郎

悪役レフェリーとして活動していた。
- ラッキー飯村

悪役レフェリーとして活動していた。
- チャーリー東
- ダーツ源

ヒールユニット「極悪同盟」ひいきのレフェリー。
- ボブ矢沢（松永太）

松永健司の子息。
- 村山大値

1990年代の全日本女子を代表するレフェリー。
- 笹崎勝己

ミゼットプロレスの試合ではハリセン太郎の名義でレフェリーを務めていた。
- 照井学
- ホセ・トレス

メキシコ人のレフェリー。

### リングアナウンサー

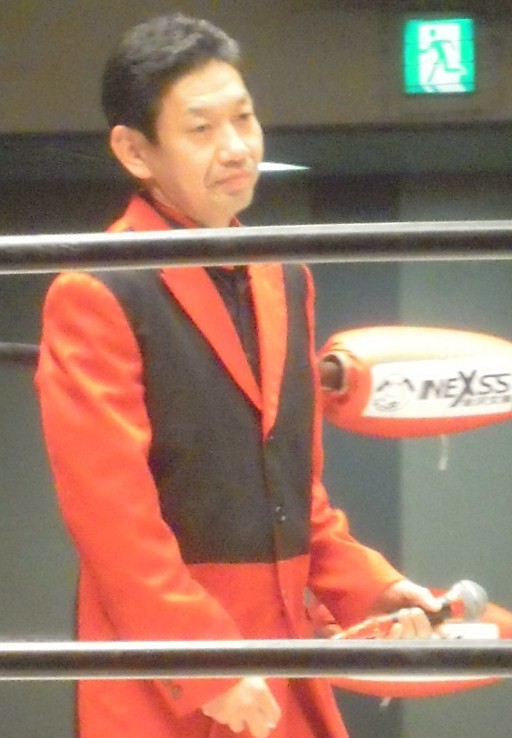
今井良晴

- 相沢健一

ジャッキー佐藤の瞳に惚れて女子プロレスラーにした立役者。
- 氏家清春

全日本女子の現役リングアナウンサーでは最年長。主にメインイベント、タイトルマッチを担当していた。1980年代の全日本女子のリングアナウンスは氏家をイメージする人も多い。コールする時のリングアナウンスはきちんと「パウンド」とコールする（「ド」の発音は「ドォオ」という独特なものだった）。1999年に「ジャッキー佐藤追悼企画」で最後のコールを担当。
- 今井良晴

同い年の氏家が第一線から退いた後、1990年代から全日本女子のリングアナウンスは今井をイメージする人も多い。コールする時のリングアナウンスはパウンドではなく「パーンス」とコールする。
- 田口かほる

日本のプロレス界における初の女性リングアナウンサー。リングには上がらずに選手がリングインすると同時に本部席から選手名をコールしていた。今井が本格的に第一線でリングアナウンスを行うようになってからは、選手のマネジメント、裏方業務を行うようになり、徐々に退いていった。
- 佐々江学
- 田原博士
- 沖田佳也
- 安藤頼孝
- 上船淳也
- 今村貴則
- 松丸元気

リングアナウンサーの手解きは先輩の今井良晴から受けており、コールする時のリングアナウンスは今井と同じ「パーンス」とコールする。

## 女子プロレス殿堂
1998年11月29日、全日本女子が創立30周年を機に創設。日本の女子プロレス史に多大な功績を残した人物を表彰する制度。
- 猪狩定子
- 小畑千代
- 巴ゆき子
- 柳みゆき
- 京愛子
- ジャンボ宮本
- 星野美代子
- 赤城マリ子
- マッハ文朱
- マキ上田
- ジャッキー佐藤
- 池下ユミ
- ジャガー横田
- デビル雅美
- 長与千種
- ライオネス飛鳥
- ダンプ松本
- 大森ゆかり
- ブル中野
- 北斗晶
- アジャコング
- プラム麻里子
- モンスター・リッパー
- 万年東一（初代全日本女子プロレス代表取締役会長）
- 植田信治（初代WWWAコミッショナー）
- 志生野温夫（2代目WWWAコミッショナー）

## 関連番組
放送中の番組
- 全女CLASSICS（FIGHTING TV サムライ）[34]

## 関連書籍
- 著：ロッシー小川 ベースボールマガジン社『全女がイチバーン!』1994年8月1日 ISBN 4-583-03144-0
- 著：ロッシー小川 ベースボールマガジン社『やっぱり全女がイチバーン!』1995年8月1日 ISBN 4-583-03233-1
- 著：宮崎学 幻冬舎『不逞者』1999年4月1日 ISBN 4-87728-734-5